# Llista d'asteroides (262001-263000)
Llista d'asteroides del 262.001 al 263.000, amb data de descoberta i descobridor. És un fragment de la llista d'asteroides completa. Als asteroides se'ls dona un número quan es confirma la seva òrbita, per tant apareixen llistats aproximadament segons la data de descobriment.

## 262001-262100
| Nom    | Designació provisional | Data de descobriment   | Lloc de descobriment | Descobridor/s       |
| ------ | ---------------------- | ---------------------- | -------------------- | ------------------- |
| 262001 | 2006 QB53              | 23 d'agost de 2006     | Palomar              | NEAT                |
| 262002 | 2006 QE57              | 23 d'agost de 2006     | Mauna Kea            | D. D. Balam         |
| 262003 | 2006 QE60              | 20 d'agost de 2006     | Palomar              | NEAT                |
| 262004 | 2006 QZ60              | 21 d'agost de 2006     | Socorro              | LINEAR              |
| 262005 | 2006 QL63              | 24 d'agost de 2006     | Socorro              | LINEAR              |
| 262006 | 2006 QH73              | 21 d'agost de 2006     | Kitt Peak            | Spacewatch          |
| 262007 | 2006 QG77              | 22 d'agost de 2006     | Palomar              | NEAT                |
| 262008 | 2006 QK78              | 22 d'agost de 2006     | Palomar              | NEAT                |
| 262009 | 2006 QP78              | 22 d'agost de 2006     | Palomar              | NEAT                |
| 262010 | 2006 QS79              | 24 d'agost de 2006     | Socorro              | LINEAR              |
| 262011 | 2006 QH80              | 24 d'agost de 2006     | Palomar              | NEAT                |
| 262012 | 2006 QZ80              | 24 d'agost de 2006     | Palomar              | NEAT                |
| 262013 | 2006 QN82              | 25 d'agost de 2006     | Socorro              | LINEAR              |
| 262014 | 2006 QO84              | 27 d'agost de 2006     | Kitt Peak            | Spacewatch          |
| 262015 | 2006 QR87              | 27 d'agost de 2006     | Kitt Peak            | Spacewatch          |
| 262016 | 2006 QP95              | 16 d'agost de 2006     | Palomar              | NEAT                |
| 262017 | 2006 QS95              | 16 d'agost de 2006     | Palomar              | NEAT                |
| 262018 | 2006 QN98              | 22 d'agost de 2006     | Palomar              | NEAT                |
| 262019 | 2006 QQ98              | 22 d'agost de 2006     | Palomar              | NEAT                |
| 262020 | 2006 QL99              | 23 d'agost de 2006     | Palomar              | NEAT                |
| 262021 | 2006 QV104             | 28 d'agost de 2006     | Socorro              | LINEAR              |
| 262022 | 2006 QO106             | 28 d'agost de 2006     | Catalina             | CSS                 |
| 262023 | 2006 QP109             | 28 d'agost de 2006     | Kitt Peak            | Spacewatch          |
| 262024 | 2006 QP110             | 28 d'agost de 2006     | Anderson Mesa        | LONEOS              |
| 262025 | 2006 QH111             | 28 d'agost de 2006     | Lulin                | H.-C. Lin, Q.-z. Ye |
| 262026 | 2006 QT111             | 22 d'agost de 2006     | Palomar              | NEAT                |
| 262027 | 2006 QA115             | 27 d'agost de 2006     | Anderson Mesa        | LONEOS              |
| 262028 | 2006 QG120             | 29 d'agost de 2006     | Catalina             | CSS                 |
| 262029 | 2006 QH121             | 29 d'agost de 2006     | Catalina             | CSS                 |
| 262030 | 2006 QE123             | 29 d'agost de 2006     | Kitt Peak            | Spacewatch          |
| 262031 | 2006 QD131             | 20 d'agost de 2006     | Palomar              | NEAT                |
| 262032 | 2006 QD132             | 22 d'agost de 2006     | Palomar              | NEAT                |
| 262033 | 2006 QZ132             | 23 d'agost de 2006     | Palomar              | NEAT                |
| 262034 | 2006 QD133             | 23 d'agost de 2006     | Palomar              | NEAT                |
| 262035 | 2006 QD134             | 24 d'agost de 2006     | Palomar              | NEAT                |
| 262036 | 2006 QD141             | 18 d'agost de 2006     | Palomar              | NEAT                |
| 262037 | 2006 QD142             | 18 d'agost de 2006     | Palomar              | NEAT                |
| 262038 | 2006 QT142             | 30 d'agost de 2006     | Socorro              | LINEAR              |
| 262039 | 2006 QL149             | 18 d'agost de 2006     | Kitt Peak            | Spacewatch          |
| 262040 | 2006 QS149             | 18 d'agost de 2006     | Kitt Peak            | Spacewatch          |
| 262041 | 2006 QG157             | 19 d'agost de 2006     | Kitt Peak            | Spacewatch          |
| 262042 | 2006 QS157             | 19 d'agost de 2006     | Kitt Peak            | Spacewatch          |
| 262043 | 2006 QE159             | 19 d'agost de 2006     | Kitt Peak            | Spacewatch          |
| 262044 | 2006 QD161             | 19 d'agost de 2006     | Kitt Peak            | Spacewatch          |
| 262045 | 2006 QT164             | 29 d'agost de 2006     | Anderson Mesa        | LONEOS              |
| 262046 | 2006 QD176             | 22 d'agost de 2006     | Cerro Tololo         | M. W. Buie          |
| 262047 | 2006 QN182             | 28 d'agost de 2006     | Apache Point         | A. C. Becker        |
| 262048 | 2006 QS182             | 18 d'agost de 2006     | Kitt Peak            | Spacewatch          |
| 262049 | 2006 QU182             | 18 d'agost de 2006     | Kitt Peak            | Spacewatch          |
| 262050 | 2006 QJ184             | 18 d'agost de 2006     | Kitt Peak            | Spacewatch          |
| 262051 | 2006 RP6               | 14 de setembre de 2006 | Catalina             | CSS                 |
| 262052 | 2006 RX7               | 12 de setembre de 2006 | Catalina             | CSS                 |
| 262053 | 2006 RA8               | 12 de setembre de 2006 | Catalina             | CSS                 |
| 262054 | 2006 RB8               | 12 de setembre de 2006 | Catalina             | CSS                 |
| 262055 | 2006 RC16              | 14 de setembre de 2006 | Palomar              | NEAT                |
| 262056 | 2006 RK18              | 14 de setembre de 2006 | Catalina             | CSS                 |
| 262057 | 2006 RM20              | 15 de setembre de 2006 | Socorro              | LINEAR              |
| 262058 | 2006 RJ27              | 14 de setembre de 2006 | Catalina             | CSS                 |
| 262059 | 2006 RJ31              | 15 de setembre de 2006 | Kitt Peak            | Spacewatch          |
| 262060 | 2006 RO34              | 13 de setembre de 2006 | Palomar              | NEAT                |
| 262061 | 2006 RX34              | 14 de setembre de 2006 | Palomar              | NEAT                |
| 262062 | 2006 RK37              | 12 de setembre de 2006 | Catalina             | CSS                 |
| 262063 | 2006 RM41              | 14 de setembre de 2006 | Catalina             | CSS                 |
| 262064 | 2006 RD42              | 14 de setembre de 2006 | Kitt Peak            | Spacewatch          |
| 262065 | 2006 RH43              | 14 de setembre de 2006 | Kitt Peak            | Spacewatch          |
| 262066 | 2006 RF44              | 14 de setembre de 2006 | Kitt Peak            | Spacewatch          |
| 262067 | 2006 RY44              | 14 de setembre de 2006 | Kitt Peak            | Spacewatch          |
| 262068 | 2006 RV47              | 14 de setembre de 2006 | Palomar              | NEAT                |
| 262069 | 2006 RD49              | 14 de setembre de 2006 | Kitt Peak            | Spacewatch          |
| 262070 | 2006 RJ49              | 14 de setembre de 2006 | Kitt Peak            | Spacewatch          |
| 262071 | 2006 RY49              | 14 de setembre de 2006 | Kitt Peak            | Spacewatch          |
| 262072 | 2006 RL50              | 14 de setembre de 2006 | Kitt Peak            | Spacewatch          |
| 262073 | 2006 RW53              | 14 de setembre de 2006 | Kitt Peak            | Spacewatch          |
| 262074 | 2006 RR54              | 14 de setembre de 2006 | Kitt Peak            | Spacewatch          |
| 262075 | 2006 RE55              | 14 de setembre de 2006 | Kitt Peak            | Spacewatch          |
| 262076 | 2006 RV55              | 14 de setembre de 2006 | Kitt Peak            | Spacewatch          |
| 262077 | 2006 RN61              | 12 de setembre de 2006 | Catalina             | CSS                 |
| 262078 | 2006 RC63              | 14 de setembre de 2006 | Catalina             | CSS                 |
| 262079 | 2006 RF64              | 12 de setembre de 2006 | Catalina             | CSS                 |
| 262080 | 2006 RF65              | 14 de setembre de 2006 | Palomar              | NEAT                |
| 262081 | 2006 RU65              | 14 de setembre de 2006 | Catalina             | CSS                 |
| 262082 | 2006 RE68              | 15 de setembre de 2006 | Kitt Peak            | Spacewatch          |
| 262083 | 2006 RK68              | 15 de setembre de 2006 | Kitt Peak            | Spacewatch          |
| 262084 | 2006 RP69              | 15 de setembre de 2006 | Kitt Peak            | Spacewatch          |
| 262085 | 2006 RK75              | 15 de setembre de 2006 | Kitt Peak            | Spacewatch          |
| 262086 | 2006 RT75              | 15 de setembre de 2006 | Kitt Peak            | Spacewatch          |
| 262087 | 2006 RE76              | 15 de setembre de 2006 | Kitt Peak            | Spacewatch          |
| 262088 | 2006 RW76              | 15 de setembre de 2006 | Kitt Peak            | Spacewatch          |
| 262089 | 2006 RG78              | 15 de setembre de 2006 | Kitt Peak            | Spacewatch          |
| 262090 | 2006 RO78              | 15 de setembre de 2006 | Kitt Peak            | Spacewatch          |
| 262091 | 2006 RY79              | 15 de setembre de 2006 | Kitt Peak            | Spacewatch          |
| 262092 | 2006 RP86              | 15 de setembre de 2006 | Kitt Peak            | Spacewatch          |
| 262093 | 2006 RT86              | 15 de setembre de 2006 | Kitt Peak            | Spacewatch          |
| 262094 | 2006 RF88              | 15 de setembre de 2006 | Kitt Peak            | Spacewatch          |
| 262095 | 2006 RG88              | 15 de setembre de 2006 | Kitt Peak            | Spacewatch          |
| 262096 | 2006 RL89              | 15 de setembre de 2006 | Kitt Peak            | Spacewatch          |
| 262097 | 2006 RO89              | 15 de setembre de 2006 | Kitt Peak            | Spacewatch          |
| 262098 | 2006 RD91              | 15 de setembre de 2006 | Kitt Peak            | Spacewatch          |
| 262099 | 2006 RD92              | 15 de setembre de 2006 | Kitt Peak            | Spacewatch          |
| 262100 | 2006 RG93              | 15 de setembre de 2006 | Kitt Peak            | Spacewatch          |

## 262101-262200
| Nom                 | Designació provisional | Data de descobriment   | Lloc de descobriment | Descobridor/s  |
| ------------------- | ---------------------- | ---------------------- | -------------------- | -------------- |
| 262101              | 2006 RP97              | 15 de setembre de 2006 | Kitt Peak            | Spacewatch     |
| 262102              | 2006 RE98              | 14 de setembre de 2006 | Palomar              | NEAT           |
| 262103              | 2006 RN98              | 14 de setembre de 2006 | Palomar              | NEAT           |
| 262104              | 2006 RD101             | 14 de setembre de 2006 | Catalina             | CSS            |
| 262105              | 2006 RR104             | 15 de setembre de 2006 | Apache Point         | A. C. Becker   |
| 262106 Margaretryan | 2006 RU108             | 14 de setembre de 2006 | Mauna Kea            | J. Masiero     |
| 262107              | 2006 RX120             | 14 de setembre de 2006 | Kitt Peak            | Spacewatch     |
| 262108              | 2006 RB122             | 15 de setembre de 2006 | Kitt Peak            | Spacewatch     |
| 262109              | 2006 RD122             | 15 de setembre de 2006 | Kitt Peak            | Spacewatch     |
| 262110              | 2006 SG                | 16 de setembre de 2006 | Cordell-Lorenz       | Cordell-Lorenz |
| 262111              | 2006 SL1               | 16 de setembre de 2006 | Kitt Peak            | Spacewatch     |
| 262112              | 2006 SE2               | 16 de setembre de 2006 | Kitt Peak            | Spacewatch     |
| 262113              | 2006 SN4               | 16 de setembre de 2006 | Catalina             | CSS            |
| 262114              | 2006 SV6               | 16 de setembre de 2006 | Catalina             | CSS            |
| 262115              | 2006 SG12              | 16 de setembre de 2006 | Anderson Mesa        | LONEOS         |
| 262116              | 2006 SE13              | 17 de setembre de 2006 | Catalina             | CSS            |
| 262117              | 2006 SE14              | 17 de setembre de 2006 | Socorro              | LINEAR         |
| 262118              | 2006 SF15              | 17 de setembre de 2006 | Catalina             | CSS            |
| 262119              | 2006 SY15              | 17 de setembre de 2006 | Catalina             | CSS            |
| 262120              | 2006 SR18              | 17 de setembre de 2006 | Kitt Peak            | Spacewatch     |
| 262121              | 2006 SS20              | 18 de setembre de 2006 | Kitt Peak            | Spacewatch     |
| 262122              | 2006 SW20              | 16 de setembre de 2006 | Anderson Mesa        | LONEOS         |
| 262123              | 2006 SX26              | 16 de setembre de 2006 | Catalina             | CSS            |
| 262124              | 2006 SL27              | 16 de setembre de 2006 | Catalina             | CSS            |
| 262125              | 2006 SW29              | 17 de setembre de 2006 | Kitt Peak            | Spacewatch     |
| 262126              | 2006 SX29              | 17 de setembre de 2006 | Kitt Peak            | Spacewatch     |
| 262127              | 2006 SH32              | 17 de setembre de 2006 | Kitt Peak            | Spacewatch     |
| 262128              | 2006 SV32              | 17 de setembre de 2006 | Kitt Peak            | Spacewatch     |
| 262129              | 2006 SJ34              | 17 de setembre de 2006 | Catalina             | CSS            |
| 262130              | 2006 SN45              | 18 de setembre de 2006 | Catalina             | CSS            |
| 262131              | 2006 SB51              | 17 de setembre de 2006 | Catalina             | CSS            |
| 262132              | 2006 SL51              | 17 de setembre de 2006 | Anderson Mesa        | LONEOS         |
| 262133              | 2006 ST54              | 18 de setembre de 2006 | Catalina             | CSS            |
| 262134              | 2006 SW59              | 18 de setembre de 2006 | Catalina             | CSS            |
| 262135              | 2006 SX60              | 18 de setembre de 2006 | Catalina             | CSS            |
| 262136              | 2006 SW61              | 18 de setembre de 2006 | Catalina             | CSS            |
| 262137              | 2006 SC62              | 18 de setembre de 2006 | Catalina             | CSS            |
| 262138              | 2006 SR62              | 18 de setembre de 2006 | Catalina             | CSS            |
| 262139              | 2006 SW62              | 18 de setembre de 2006 | Catalina             | CSS            |
| 262140              | 2006 SS65              | 19 de setembre de 2006 | Kitt Peak            | Spacewatch     |
| 262141              | 2006 SQ66              | 19 de setembre de 2006 | Kitt Peak            | Spacewatch     |
| 262142              | 2006 SX69              | 19 de setembre de 2006 | Kitt Peak            | Spacewatch     |
| 262143              | 2006 SY70              | 19 de setembre de 2006 | Kitt Peak            | Spacewatch     |
| 262144              | 2006 SO71              | 19 de setembre de 2006 | Kitt Peak            | Spacewatch     |
| 262145              | 2006 SF72              | 19 de setembre de 2006 | Kitt Peak            | Spacewatch     |
| 262146              | 2006 SB73              | 19 de setembre de 2006 | Kitt Peak            | Spacewatch     |
| 262147              | 2006 SC73              | 19 de setembre de 2006 | Kitt Peak            | Spacewatch     |
| 262148              | 2006 SZ73              | 19 de setembre de 2006 | Kitt Peak            | Spacewatch     |
| 262149              | 2006 SB75              | 19 de setembre de 2006 | Kitt Peak            | Spacewatch     |
| 262150              | 2006 SN75              | 19 de setembre de 2006 | Kitt Peak            | Spacewatch     |
| 262151              | 2006 SU75              | 19 de setembre de 2006 | Kitt Peak            | Spacewatch     |
| 262152              | 2006 SX75              | 19 de setembre de 2006 | Kitt Peak            | Spacewatch     |
| 262153              | 2006 SF80              | 18 de setembre de 2006 | Kitt Peak            | Spacewatch     |
| 262154              | 2006 SL82              | 18 de setembre de 2006 | Kitt Peak            | Spacewatch     |
| 262155              | 2006 SB83              | 18 de setembre de 2006 | Kitt Peak            | Spacewatch     |
| 262156              | 2006 SQ85              | 18 de setembre de 2006 | Catalina             | CSS            |
| 262157              | 2006 SY85              | 18 de setembre de 2006 | Kitt Peak            | Spacewatch     |
| 262158              | 2006 SX87              | 18 de setembre de 2006 | Kitt Peak            | Spacewatch     |
| 262159              | 2006 SV90              | 18 de setembre de 2006 | Kitt Peak            | Spacewatch     |
| 262160              | 2006 SR91              | 18 de setembre de 2006 | Kitt Peak            | Spacewatch     |
| 262161              | 2006 SQ92              | 18 de setembre de 2006 | Kitt Peak            | Spacewatch     |
| 262162              | 2006 SZ93              | 18 de setembre de 2006 | Kitt Peak            | Spacewatch     |
| 262163              | 2006 SG94              | 18 de setembre de 2006 | Kitt Peak            | Spacewatch     |
| 262164              | 2006 SN97              | 18 de setembre de 2006 | Kitt Peak            | Spacewatch     |
| 262165              | 2006 SE102             | 19 de setembre de 2006 | Kitt Peak            | Spacewatch     |
| 262166              | 2006 SP103             | 19 de setembre de 2006 | Kitt Peak            | Spacewatch     |
| 262167              | 2006 SN107             | 19 de setembre de 2006 | Catalina             | CSS            |
| 262168              | 2006 SU109             | 20 de setembre de 2006 | Kitt Peak            | Spacewatch     |
| 262169              | 2006 SW110             | 20 de setembre de 2006 | Haleakala            | NEAT           |
| 262170              | 2006 SK112             | 23 de setembre de 2006 | Kitt Peak            | Spacewatch     |
| 262171              | 2006 SP114             | 23 de setembre de 2006 | Kitt Peak            | Spacewatch     |
| 262172              | 2006 SE115             | 24 de setembre de 2006 | Kitt Peak            | Spacewatch     |
| 262173              | 2006 SZ116             | 24 de setembre de 2006 | Kitt Peak            | Spacewatch     |
| 262174              | 2006 SP117             | 24 de setembre de 2006 | Kitt Peak            | Spacewatch     |
| 262175              | 2006 SA120             | 18 de setembre de 2006 | Catalina             | CSS            |
| 262176              | 2006 SC120             | 18 de setembre de 2006 | Catalina             | CSS            |
| 262177              | 2006 SF120             | 18 de setembre de 2006 | Catalina             | CSS            |
| 262178              | 2006 SF121             | 18 de setembre de 2006 | Catalina             | CSS            |
| 262179              | 2006 SW125             | 20 de setembre de 2006 | Palomar              | NEAT           |
| 262180              | 2006 SV131             | 16 de setembre de 2006 | Catalina             | CSS            |
| 262181              | 2006 SJ132             | 16 de setembre de 2006 | Catalina             | CSS            |
| 262182              | 2006 SE138             | 20 de setembre de 2006 | Catalina             | CSS            |
| 262183              | 2006 SN138             | 20 de setembre de 2006 | Anderson Mesa        | LONEOS         |
| 262184              | 2006 SS140             | 22 de setembre de 2006 | Catalina             | CSS            |
| 262185              | 2006 ST141             | 25 de setembre de 2006 | Anderson Mesa        | LONEOS         |
| 262186              | 2006 SY141             | 26 de setembre de 2006 | Catalina             | CSS            |
| 262187              | 2006 SK143             | 19 de setembre de 2006 | Kitt Peak            | Spacewatch     |
| 262188              | 2006 SQ144             | 19 de setembre de 2006 | Kitt Peak            | Spacewatch     |
| 262189              | 2006 SF145             | 19 de setembre de 2006 | Kitt Peak            | Spacewatch     |
| 262190              | 2006 SH151             | 19 de setembre de 2006 | Kitt Peak            | Spacewatch     |
| 262191              | 2006 SQ151             | 19 de setembre de 2006 | Kitt Peak            | Spacewatch     |
| 262192              | 2006 SR151             | 19 de setembre de 2006 | Kitt Peak            | Spacewatch     |
| 262193              | 2006 SG155             | 22 de setembre de 2006 | Catalina             | CSS            |
| 262194              | 2006 SM161             | 23 de setembre de 2006 | Kitt Peak            | Spacewatch     |
| 262195              | 2006 ST165             | 25 de setembre de 2006 | Kitt Peak            | Spacewatch     |
| 262196              | 2006 SB166             | 25 de setembre de 2006 | Kitt Peak            | Spacewatch     |
| 262197              | 2006 SG166             | 25 de setembre de 2006 | Kitt Peak            | Spacewatch     |
| 262198              | 2006 SS167             | 25 de setembre de 2006 | Kitt Peak            | Spacewatch     |
| 262199              | 2006 SY167             | 25 de setembre de 2006 | Kitt Peak            | Spacewatch     |
| 262200              | 2006 SA173             | 25 de setembre de 2006 | Kitt Peak            | Spacewatch     |

## 262201-262300
| Nom             | Designació provisional | Data de descobriment   | Lloc de descobriment | Descobridor/s     |
| --------------- | ---------------------- | ---------------------- | -------------------- | ----------------- |
| 262201          | 2006 SH184             | 25 de setembre de 2006 | Kitt Peak            | Spacewatch        |
| 262202          | 2006 SK187             | 26 de setembre de 2006 | Kitt Peak            | Spacewatch        |
| 262203          | 2006 SC193             | 26 de setembre de 2006 | Mount Lemmon         | Mt. Lemmon Survey |
| 262204          | 2006 SU205             | 25 de setembre de 2006 | Anderson Mesa        | LONEOS            |
| 262205          | 2006 SV205             | 25 de setembre de 2006 | Anderson Mesa        | LONEOS            |
| 262206          | 2006 SU206             | 25 de setembre de 2006 | Mount Lemmon         | Mt. Lemmon Survey |
| 262207          | 2006 SJ208             | 26 de setembre de 2006 | Socorro              | LINEAR            |
| 262208          | 2006 SU211             | 26 de setembre de 2006 | Mount Lemmon         | Mt. Lemmon Survey |
| 262209          | 2006 SK212             | 26 de setembre de 2006 | Kitt Peak            | Spacewatch        |
| 262210          | 2006 SC216             | 27 de setembre de 2006 | Kitt Peak            | Spacewatch        |
| 262211          | 2006 SK217             | 28 de setembre de 2006 | Kitt Peak            | Spacewatch        |
| 262212          | 2006 SX220             | 25 de setembre de 2006 | Mount Lemmon         | Mt. Lemmon Survey |
| 262213          | 2006 SQ222             | 25 de setembre de 2006 | Mount Lemmon         | Mt. Lemmon Survey |
| 262214          | 2006 SF224             | 25 de setembre de 2006 | Mount Lemmon         | Mt. Lemmon Survey |
| 262215          | 2006 SO229             | 26 de setembre de 2006 | Kitt Peak            | Spacewatch        |
| 262216          | 2006 SN230             | 26 de setembre de 2006 | Kitt Peak            | Spacewatch        |
| 262217          | 2006 SR231             | 26 de setembre de 2006 | Socorro              | LINEAR            |
| 262218          | 2006 SG239             | 26 de setembre de 2006 | Kitt Peak            | Spacewatch        |
| 262219          | 2006 SB249             | 26 de setembre de 2006 | Kitt Peak            | Spacewatch        |
| 262220          | 2006 SN251             | 26 de setembre de 2006 | Kitt Peak            | Spacewatch        |
| 262221          | 2006 SA261             | 26 de setembre de 2006 | Kitt Peak            | Spacewatch        |
| 262222          | 2006 SG265             | 26 de setembre de 2006 | Kitt Peak            | Spacewatch        |
| 262223          | 2006 SE267             | 26 de setembre de 2006 | Kitt Peak            | Spacewatch        |
| 262224          | 2006 SO267             | 26 de setembre de 2006 | Kitt Peak            | Spacewatch        |
| 262225          | 2006 SM268             | 26 de setembre de 2006 | Kitt Peak            | Spacewatch        |
| 262226          | 2006 SU270             | 27 de setembre de 2006 | Anderson Mesa        | LONEOS            |
| 262227          | 2006 SO274             | 27 de setembre de 2006 | Mount Lemmon         | Mt. Lemmon Survey |
| 262228          | 2006 SC280             | 29 de setembre de 2006 | Anderson Mesa        | LONEOS            |
| 262229          | 2006 SE280             | 29 de setembre de 2006 | Anderson Mesa        | LONEOS            |
| 262230          | 2006 SL280             | 29 de setembre de 2006 | Anderson Mesa        | LONEOS            |
| 262231          | 2006 SR282             | 25 de setembre de 2006 | Anderson Mesa        | LONEOS            |
| 262232          | 2006 SL283             | 26 de setembre de 2006 | Socorro              | LINEAR            |
| 262233          | 2006 SD284             | 26 de setembre de 2006 | Catalina             | CSS               |
| 262234          | 2006 SF284             | 27 de setembre de 2006 | Anderson Mesa        | LONEOS            |
| 262235          | 2006 SR284             | 28 de setembre de 2006 | Socorro              | LINEAR            |
| 262236          | 2006 ST284             | 28 de setembre de 2006 | Catalina             | CSS               |
| 262237          | 2006 SA286             | 18 de setembre de 2006 | Catalina             | CSS               |
| 262238          | 2006 SU286             | 22 de setembre de 2006 | San Marcello         | San Marcello      |
| 262239          | 2006 SB287             | 22 de setembre de 2006 | Socorro              | LINEAR            |
| 262240          | 2006 SP287             | 22 de setembre de 2006 | Catalina             | CSS               |
| 262241          | 2006 SU289             | 26 de setembre de 2006 | Catalina             | CSS               |
| 262242          | 2006 SW289             | 26 de setembre de 2006 | Catalina             | CSS               |
| 262243          | 2006 SV290             | 25 de setembre de 2006 | Kitt Peak            | Spacewatch        |
| 262244          | 2006 SS292             | 25 de setembre de 2006 | Kitt Peak            | Spacewatch        |
| 262245          | 2006 SD299             | 26 de setembre de 2006 | Kitt Peak            | Spacewatch        |
| 262246          | 2006 SJ299             | 26 de setembre de 2006 | Mount Lemmon         | Mt. Lemmon Survey |
| 262247          | 2006 SW302             | 27 de setembre de 2006 | Kitt Peak            | Spacewatch        |
| 262248          | 2006 SM304             | 27 de setembre de 2006 | Catalina             | CSS               |
| 262249          | 2006 SP304             | 27 de setembre de 2006 | Kitt Peak            | Spacewatch        |
| 262250          | 2006 SR306             | 27 de setembre de 2006 | Mount Lemmon         | Mt. Lemmon Survey |
| 262251          | 2006 SY309             | 27 de setembre de 2006 | Kitt Peak            | Spacewatch        |
| 262252          | 2006 SC310             | 27 de setembre de 2006 | Kitt Peak            | Spacewatch        |
| 262253          | 2006 SD313             | 27 de setembre de 2006 | Kitt Peak            | Spacewatch        |
| 262254          | 2006 SH316             | 27 de setembre de 2006 | Kitt Peak            | Spacewatch        |
| 262255          | 2006 SD318             | 27 de setembre de 2006 | Kitt Peak            | Spacewatch        |
| 262256          | 2006 SC324             | 27 de setembre de 2006 | Kitt Peak            | Spacewatch        |
| 262257          | 2006 SF326             | 27 de setembre de 2006 | Kitt Peak            | Spacewatch        |
| 262258          | 2006 SA327             | 27 de setembre de 2006 | Kitt Peak            | Spacewatch        |
| 262259          | 2006 SJ328             | 27 de setembre de 2006 | Kitt Peak            | Spacewatch        |
| 262260          | 2006 SW329             | 27 de setembre de 2006 | Kitt Peak            | Spacewatch        |
| 262261          | 2006 SG330             | 27 de setembre de 2006 | Kitt Peak            | Spacewatch        |
| 262262          | 2006 ST338             | 28 de setembre de 2006 | Kitt Peak            | Spacewatch        |
| 262263          | 2006 SU338             | 28 de setembre de 2006 | Kitt Peak            | Spacewatch        |
| 262264          | 2006 SM342             | 28 de setembre de 2006 | Kitt Peak            | Spacewatch        |
| 262265          | 2006 SA345             | 28 de setembre de 2006 | Kitt Peak            | Spacewatch        |
| 262266          | 2006 SS345             | 28 de setembre de 2006 | Kitt Peak            | Spacewatch        |
| 262267          | 2006 SH347             | 28 de setembre de 2006 | Kitt Peak            | Spacewatch        |
| 262268          | 2006 ST347             | 28 de setembre de 2006 | Kitt Peak            | Spacewatch        |
| 262269          | 2006 SD348             | 28 de setembre de 2006 | Kitt Peak            | Spacewatch        |
| 262270          | 2006 SD353             | 30 de setembre de 2006 | Catalina             | CSS               |
| 262271          | 2006 SZ353             | 30 de setembre de 2006 | Catalina             | CSS               |
| 262272          | 2006 SM354             | 30 de setembre de 2006 | Catalina             | CSS               |
| 262273          | 2006 ST355             | 30 de setembre de 2006 | Catalina             | CSS               |
| 262274          | 2006 SL356             | 30 de setembre de 2006 | Catalina             | CSS               |
| 262275          | 2006 SB357             | 30 de setembre de 2006 | Catalina             | CSS               |
| 262276          | 2006 SJ359             | 30 de setembre de 2006 | Catalina             | CSS               |
| 262277          | 2006 SJ360             | 30 de setembre de 2006 | Mount Lemmon         | Mt. Lemmon Survey |
| 262278          | 2006 SZ360             | 30 de setembre de 2006 | Mount Lemmon         | Mt. Lemmon Survey |
| 262279          | 2006 SK363             | 30 de setembre de 2006 | Mount Lemmon         | Mt. Lemmon Survey |
| 262280          | 2006 SP363             | 30 de setembre de 2006 | Mount Lemmon         | Mt. Lemmon Survey |
| 262281          | 2006 SR363             | 30 de setembre de 2006 | Mount Lemmon         | Mt. Lemmon Survey |
| 262282          | 2006 SH365             | 30 de setembre de 2006 | Catalina             | CSS               |
| 262283          | 2006 SM367             | 25 de setembre de 2006 | Catalina             | CSS               |
| 262284          | 2006 SA369             | 24 de setembre de 2006 | Moletai              | Moletai           |
| 262285          | 2006 SU374             | 16 de setembre de 2006 | Apache Point         | A. C. Becker      |
| 262286          | 2006 SW377             | 17 de setembre de 2006 | Apache Point         | A. C. Becker      |
| 262287          | 2006 SY378             | 18 de setembre de 2006 | Apache Point         | A. C. Becker      |
| 262288          | 2006 SX390             | 17 de setembre de 2006 | Kitt Peak            | Spacewatch        |
| 262289          | 2006 SS391             | 18 de setembre de 2006 | Kitt Peak            | Spacewatch        |
| 262290          | 2006 SC392             | 19 de setembre de 2006 | Kitt Peak            | Spacewatch        |
| 262291          | 2006 SW392             | 27 de setembre de 2006 | Mount Lemmon         | Mt. Lemmon Survey |
| 262292          | 2006 SR393             | 30 de setembre de 2006 | Kitt Peak            | Spacewatch        |
| 262293          | 2006 SU393             | 30 de setembre de 2006 | Mount Lemmon         | Mt. Lemmon Survey |
| 262294          | 2006 SA394             | 30 de setembre de 2006 | Kitt Peak            | Spacewatch        |
| 262295 Jeffrich | 2006 SY395             | 17 de setembre de 2006 | Mauna Kea            | J. Masiero        |
| 262296          | 2006 SZ403             | 30 de setembre de 2006 | Mount Lemmon         | Mt. Lemmon Survey |
| 262297          | 2006 SO404             | 30 de setembre de 2006 | Mount Lemmon         | Mt. Lemmon Survey |
| 262298          | 2006 SP407             | 16 de setembre de 2006 | Anderson Mesa        | LONEOS            |
| 262299          | 2006 SW408             | 27 de setembre de 2006 | Mount Lemmon         | Mt. Lemmon Survey |
| 262300          | 2006 SV411             | 18 de setembre de 2006 | Catalina             | CSS               |

## 262301-262400
| Nom    | Designació provisional | Data de descobriment   | Lloc de descobriment | Descobridor/s       |
| ------ | ---------------------- | ---------------------- | -------------------- | ------------------- |
| 262301 | 2006 SC413             | 19 de setembre de 2006 | Catalina             | CSS                 |
| 262302 | 2006 TY                | 1 d'octubre de 2006    | Great Shefford       | P. Birtwhistle      |
| 262303 | 2006 TE3               | 2 d'octubre de 2006    | Catalina             | CSS                 |
| 262304 | 2006 TY5               | 2 d'octubre de 2006    | Mount Lemmon         | Mt. Lemmon Survey   |
| 262305 | 2006 TO6               | 3 d'octubre de 2006    | Mount Lemmon         | Mt. Lemmon Survey   |
| 262306 | 2006 TV10              | 11 d'octubre de 2006   | Kitt Peak            | Spacewatch          |
| 262307 | 2006 TZ10              | 15 d'octubre de 2006   | Herrenberg           | Herrenberg          |
| 262308 | 2006 TD11              | 13 d'octubre de 2006   | Kitt Peak            | Spacewatch          |
| 262309 | 2006 TZ12              | 10 d'octubre de 2006   | Palomar              | NEAT                |
| 262310 | 2006 TG13              | 10 d'octubre de 2006   | Palomar              | NEAT                |
| 262311 | 2006 TR13              | 10 d'octubre de 2006   | Palomar              | NEAT                |
| 262312 | 2006 TS13              | 10 d'octubre de 2006   | Palomar              | NEAT                |
| 262313 | 2006 TJ14              | 10 d'octubre de 2006   | Palomar              | NEAT                |
| 262314 | 2006 TN15              | 11 d'octubre de 2006   | Kitt Peak            | Spacewatch          |
| 262315 | 2006 TU18              | 11 d'octubre de 2006   | Kitt Peak            | Spacewatch          |
| 262316 | 2006 TW18              | 11 d'octubre de 2006   | Kitt Peak            | Spacewatch          |
| 262317 | 2006 TE19              | 11 d'octubre de 2006   | Kitt Peak            | Spacewatch          |
| 262318 | 2006 TX19              | 11 d'octubre de 2006   | Kitt Peak            | Spacewatch          |
| 262319 | 2006 TP24              | 12 d'octubre de 2006   | Kitt Peak            | Spacewatch          |
| 262320 | 2006 TF26              | 12 d'octubre de 2006   | Kitt Peak            | Spacewatch          |
| 262321 | 2006 TH26              | 12 d'octubre de 2006   | Kitt Peak            | Spacewatch          |
| 262322 | 2006 TT26              | 12 d'octubre de 2006   | Kitt Peak            | Spacewatch          |
| 262323 | 2006 TO27              | 12 d'octubre de 2006   | Kitt Peak            | Spacewatch          |
| 262324 | 2006 TR27              | 12 d'octubre de 2006   | Kitt Peak            | Spacewatch          |
| 262325 | 2006 TN29              | 12 d'octubre de 2006   | Kitt Peak            | Spacewatch          |
| 262326 | 2006 TG31              | 12 d'octubre de 2006   | Kitt Peak            | Spacewatch          |
| 262327 | 2006 TO32              | 12 d'octubre de 2006   | Kitt Peak            | Spacewatch          |
| 262328 | 2006 TR32              | 12 d'octubre de 2006   | Kitt Peak            | Spacewatch          |
| 262329 | 2006 TA36              | 12 d'octubre de 2006   | Kitt Peak            | Spacewatch          |
| 262330 | 2006 TE36              | 12 d'octubre de 2006   | Kitt Peak            | Spacewatch          |
| 262331 | 2006 TK37              | 12 d'octubre de 2006   | Kitt Peak            | Spacewatch          |
| 262332 | 2006 TP37              | 12 d'octubre de 2006   | Kitt Peak            | Spacewatch          |
| 262333 | 2006 TR40              | 12 d'octubre de 2006   | Kitt Peak            | Spacewatch          |
| 262334 | 2006 TE41              | 12 d'octubre de 2006   | Kitt Peak            | Spacewatch          |
| 262335 | 2006 TK41              | 12 d'octubre de 2006   | Kitt Peak            | Spacewatch          |
| 262336 | 2006 TE42              | 12 d'octubre de 2006   | Kitt Peak            | Spacewatch          |
| 262337 | 2006 TM43              | 12 d'octubre de 2006   | Kitt Peak            | Spacewatch          |
| 262338 | 2006 TN43              | 12 d'octubre de 2006   | Kitt Peak            | Spacewatch          |
| 262339 | 2006 TR43              | 12 d'octubre de 2006   | Kitt Peak            | Spacewatch          |
| 262340 | 2006 TX49              | 12 d'octubre de 2006   | Palomar              | NEAT                |
| 262341 | 2006 TJ52              | 12 d'octubre de 2006   | Kitt Peak            | Spacewatch          |
| 262342 | 2006 TW52              | 12 d'octubre de 2006   | Kitt Peak            | Spacewatch          |
| 262343 | 2006 TY54              | 12 d'octubre de 2006   | Palomar              | NEAT                |
| 262344 | 2006 TM61              | 15 d'octubre de 2006   | Lulin                | C.-S. Lin, Q.-z. Ye |
| 262345 | 2006 TX61              | 9 d'octubre de 2006    | Palomar              | NEAT                |
| 262346 | 2006 TL62              | 9 d'octubre de 2006    | Palomar              | NEAT                |
| 262347 | 2006 TU62              | 10 d'octubre de 2006   | Palomar              | NEAT                |
| 262348 | 2006 TJ63              | 10 d'octubre de 2006   | Palomar              | NEAT                |
| 262349 | 2006 TQ66              | 11 d'octubre de 2006   | Palomar              | NEAT                |
| 262350 | 2006 TR67              | 11 d'octubre de 2006   | Kitt Peak            | Spacewatch          |
| 262351 | 2006 TR69              | 11 d'octubre de 2006   | Palomar              | NEAT                |
| 262352 | 2006 TL70              | 11 d'octubre de 2006   | Palomar              | NEAT                |
| 262353 | 2006 TS70              | 11 d'octubre de 2006   | Palomar              | NEAT                |
| 262354 | 2006 TK72              | 11 d'octubre de 2006   | Palomar              | NEAT                |
| 262355 | 2006 TN73              | 11 d'octubre de 2006   | Palomar              | NEAT                |
| 262356 | 2006 TY74              | 11 d'octubre de 2006   | Palomar              | NEAT                |
| 262357 | 2006 TL77              | 11 d'octubre de 2006   | Palomar              | NEAT                |
| 262358 | 2006 TE81              | 13 d'octubre de 2006   | Kitt Peak            | Spacewatch          |
| 262359 | 2006 TL83              | 13 d'octubre de 2006   | Kitt Peak            | Spacewatch          |
| 262360 | 2006 TA84              | 13 d'octubre de 2006   | Kitt Peak            | Spacewatch          |
| 262361 | 2006 TC84              | 13 d'octubre de 2006   | Kitt Peak            | Spacewatch          |
| 262362 | 2006 TK85              | 13 d'octubre de 2006   | Kitt Peak            | Spacewatch          |
| 262363 | 2006 TM86              | 13 d'octubre de 2006   | Kitt Peak            | Spacewatch          |
| 262364 | 2006 TR87              | 13 d'octubre de 2006   | Kitt Peak            | Spacewatch          |
| 262365 | 2006 TF89              | 13 d'octubre de 2006   | Kitt Peak            | Spacewatch          |
| 262366 | 2006 TH89              | 13 d'octubre de 2006   | Kitt Peak            | Spacewatch          |
| 262367 | 2006 TD90              | 13 d'octubre de 2006   | Kitt Peak            | Spacewatch          |
| 262368 | 2006 TX90              | 13 d'octubre de 2006   | Kitt Peak            | Spacewatch          |
| 262369 | 2006 TN93              | 15 d'octubre de 2006   | Kitt Peak            | Spacewatch          |
| 262370 | 2006 TX94              | 15 d'octubre de 2006   | Lulin                | C.-S. Lin, Q.-z. Ye |
| 262371 | 2006 TZ98              | 15 d'octubre de 2006   | Kitt Peak            | Spacewatch          |
| 262372 | 2006 TA99              | 15 d'octubre de 2006   | Kitt Peak            | Spacewatch          |
| 262373 | 2006 TB99              | 15 d'octubre de 2006   | Kitt Peak            | Spacewatch          |
| 262374 | 2006 TX99              | 15 d'octubre de 2006   | Kitt Peak            | Spacewatch          |
| 262375 | 2006 TK101             | 15 d'octubre de 2006   | Kitt Peak            | Spacewatch          |
| 262376 | 2006 TS101             | 15 d'octubre de 2006   | Kitt Peak            | Spacewatch          |
| 262377 | 2006 TX102             | 15 d'octubre de 2006   | Kitt Peak            | Spacewatch          |
| 262378 | 2006 TE109             | 3 d'octubre de 2006    | Mount Lemmon         | Mt. Lemmon Survey   |
| 262379 | 2006 TM110             | 13 d'octubre de 2006   | Kitt Peak            | Spacewatch          |
| 262380 | 2006 TJ111             | 1 d'octubre de 2006    | Apache Point         | A. C. Becker        |
| 262381 | 2006 TV111             | 1 d'octubre de 2006    | Apache Point         | A. C. Becker        |
| 262382 | 2006 TG124             | 2 d'octubre de 2006    | Mount Lemmon         | Mt. Lemmon Survey   |
| 262383 | 2006 TY126             | 3 d'octubre de 2006    | Mount Lemmon         | Mt. Lemmon Survey   |
| 262384 | 2006 TX127             | 12 d'octubre de 2006   | Palomar              | NEAT                |
| 262385 | 2006 UT                | 16 d'octubre de 2006   | Altschwendt          | W. Ries             |
| 262386 | 2006 UD1               | 17 d'octubre de 2006   | Altschwendt          | W. Ries             |
| 262387 | 2006 UM3               | 16 d'octubre de 2006   | Catalina             | CSS                 |
| 262388 | 2006 UC4               | 18 d'octubre de 2006   | Piszkesteto          | K. Sarneczky        |
| 262389 | 2006 UP6               | 16 d'octubre de 2006   | Catalina             | CSS                 |
| 262390 | 2006 UH9               | 16 d'octubre de 2006   | Catalina             | CSS                 |
| 262391 | 2006 UK9               | 16 d'octubre de 2006   | Kitt Peak            | Spacewatch          |
| 262392 | 2006 UU9               | 16 d'octubre de 2006   | Catalina             | CSS                 |
| 262393 | 2006 UW9               | 16 d'octubre de 2006   | Kitt Peak            | Spacewatch          |
| 262394 | 2006 UO10              | 17 d'octubre de 2006   | Mount Lemmon         | Mt. Lemmon Survey   |
| 262395 | 2006 US10              | 17 d'octubre de 2006   | Mount Lemmon         | Mt. Lemmon Survey   |
| 262396 | 2006 UV10              | 17 d'octubre de 2006   | Mount Lemmon         | Mt. Lemmon Survey   |
| 262397 | 2006 UM11              | 17 d'octubre de 2006   | Mount Lemmon         | Mt. Lemmon Survey   |
| 262398 | 2006 UN11              | 17 d'octubre de 2006   | Mount Lemmon         | Mt. Lemmon Survey   |
| 262399 | 2006 UO11              | 17 d'octubre de 2006   | Mount Lemmon         | Mt. Lemmon Survey   |
| 262400 | 2006 UT12              | 17 d'octubre de 2006   | Mount Lemmon         | Mt. Lemmon Survey   |

## 262401-262500
| Nom              | Designació provisional | Data de descobriment | Lloc de descobriment | Descobridor/s     |
| ---------------- | ---------------------- | -------------------- | -------------------- | ----------------- |
| 262401           | 2006 UU12              | 17 d'octubre de 2006 | Mount Lemmon         | Mt. Lemmon Survey |
| 262402           | 2006 UX13              | 17 d'octubre de 2006 | Mount Lemmon         | Mt. Lemmon Survey |
| 262403           | 2006 UE18              | 16 d'octubre de 2006 | Mount Lemmon         | Mt. Lemmon Survey |
| 262404           | 2006 UV19              | 16 d'octubre de 2006 | Kitt Peak            | Spacewatch        |
| 262405           | 2006 UX20              | 16 d'octubre de 2006 | Kitt Peak            | Spacewatch        |
| 262406           | 2006 UO21              | 16 d'octubre de 2006 | Kitt Peak            | Spacewatch        |
| 262407           | 2006 UE22              | 16 d'octubre de 2006 | Mount Lemmon         | Mt. Lemmon Survey |
| 262408           | 2006 UE23              | 16 d'octubre de 2006 | Kitt Peak            | Spacewatch        |
| 262409           | 2006 US33              | 16 d'octubre de 2006 | Kitt Peak            | Spacewatch        |
| 262410           | 2006 UF42              | 16 d'octubre de 2006 | Kitt Peak            | Spacewatch        |
| 262411           | 2006 UN42              | 16 d'octubre de 2006 | Kitt Peak            | Spacewatch        |
| 262412           | 2006 UG43              | 16 d'octubre de 2006 | Kitt Peak            | Spacewatch        |
| 262413           | 2006 UQ44              | 16 d'octubre de 2006 | Kitt Peak            | Spacewatch        |
| 262414           | 2006 UB45              | 16 d'octubre de 2006 | Kitt Peak            | Spacewatch        |
| 262415           | 2006 UF45              | 16 d'octubre de 2006 | Kitt Peak            | Spacewatch        |
| 262416           | 2006 UJ51              | 17 d'octubre de 2006 | Mount Lemmon         | Mt. Lemmon Survey |
| 262417           | 2006 UD60              | 19 d'octubre de 2006 | Catalina             | CSS               |
| 262418 Samofalov | 2006 UV61              | 17 d'octubre de 2006 | Andrushivka          | Andrushivka       |
| 262419           | 2006 UK63              | 20 d'octubre de 2006 | Nyukasa              | Nyukasa           |
| 262420           | 2006 US68              | 16 d'octubre de 2006 | Catalina             | CSS               |
| 262421           | 2006 UP69              | 16 d'octubre de 2006 | Catalina             | CSS               |
| 262422           | 2006 UN70              | 16 d'octubre de 2006 | Catalina             | CSS               |
| 262423           | 2006 UR70              | 16 d'octubre de 2006 | Catalina             | CSS               |
| 262424           | 2006 UK71              | 16 d'octubre de 2006 | Kitt Peak            | Spacewatch        |
| 262425           | 2006 UU72              | 17 d'octubre de 2006 | Kitt Peak            | Spacewatch        |
| 262426           | 2006 UT75              | 17 d'octubre de 2006 | Mount Lemmon         | Mt. Lemmon Survey |
| 262427           | 2006 UG76              | 17 d'octubre de 2006 | Mount Lemmon         | Mt. Lemmon Survey |
| 262428           | 2006 UL76              | 17 d'octubre de 2006 | Mount Lemmon         | Mt. Lemmon Survey |
| 262429           | 2006 UV79              | 17 d'octubre de 2006 | Mount Lemmon         | Mt. Lemmon Survey |
| 262430           | 2006 UK80              | 17 d'octubre de 2006 | Mount Lemmon         | Mt. Lemmon Survey |
| 262431           | 2006 UU81              | 17 d'octubre de 2006 | Mount Lemmon         | Mt. Lemmon Survey |
| 262432           | 2006 UZ81              | 17 d'octubre de 2006 | Kitt Peak            | Spacewatch        |
| 262433           | 2006 UD83              | 17 d'octubre de 2006 | Mount Lemmon         | Mt. Lemmon Survey |
| 262434           | 2006 UQ83              | 17 d'octubre de 2006 | Catalina             | CSS               |
| 262435           | 2006 UW86              | 17 d'octubre de 2006 | Mount Lemmon         | Mt. Lemmon Survey |
| 262436           | 2006 UG88              | 17 d'octubre de 2006 | Kitt Peak            | Spacewatch        |
| 262437           | 2006 UD89              | 17 d'octubre de 2006 | Kitt Peak            | Spacewatch        |
| 262438           | 2006 UK89              | 17 d'octubre de 2006 | Mount Lemmon         | Mt. Lemmon Survey |
| 262439           | 2006 UA90              | 17 d'octubre de 2006 | Kitt Peak            | Spacewatch        |
| 262440           | 2006 US90              | 17 d'octubre de 2006 | Kitt Peak            | Spacewatch        |
| 262441           | 2006 UB91              | 17 d'octubre de 2006 | Kitt Peak            | Spacewatch        |
| 262442           | 2006 UD92              | 18 d'octubre de 2006 | Kitt Peak            | Spacewatch        |
| 262443           | 2006 UM95              | 18 d'octubre de 2006 | Kitt Peak            | Spacewatch        |
| 262444           | 2006 UP97              | 18 d'octubre de 2006 | Kitt Peak            | Spacewatch        |
| 262445           | 2006 UW100             | 18 d'octubre de 2006 | Kitt Peak            | Spacewatch        |
| 262446           | 2006 UP106             | 18 d'octubre de 2006 | Kitt Peak            | Spacewatch        |
| 262447           | 2006 UF107             | 18 d'octubre de 2006 | Kitt Peak            | Spacewatch        |
| 262448           | 2006 UT107             | 18 d'octubre de 2006 | Kitt Peak            | Spacewatch        |
| 262449           | 2006 UE108             | 18 d'octubre de 2006 | Kitt Peak            | Spacewatch        |
| 262450           | 2006 UJ108             | 18 d'octubre de 2006 | Kitt Peak            | Spacewatch        |
| 262451           | 2006 UC109             | 18 d'octubre de 2006 | Kitt Peak            | Spacewatch        |
| 262452           | 2006 UG110             | 19 d'octubre de 2006 | Kitt Peak            | Spacewatch        |
| 262453           | 2006 UE113             | 19 d'octubre de 2006 | Kitt Peak            | Spacewatch        |
| 262454           | 2006 UE118             | 19 d'octubre de 2006 | Kitt Peak            | Spacewatch        |
| 262455           | 2006 UB123             | 19 d'octubre de 2006 | Kitt Peak            | Spacewatch        |
| 262456           | 2006 UQ124             | 19 d'octubre de 2006 | Mount Lemmon         | Mt. Lemmon Survey |
| 262457           | 2006 UB126             | 19 d'octubre de 2006 | Kitt Peak            | Spacewatch        |
| 262458           | 2006 UP126             | 19 d'octubre de 2006 | Kitt Peak            | Spacewatch        |
| 262459           | 2006 UG128             | 19 d'octubre de 2006 | Kitt Peak            | Spacewatch        |
| 262460           | 2006 UX128             | 19 d'octubre de 2006 | Kitt Peak            | Spacewatch        |
| 262461           | 2006 UP129             | 19 d'octubre de 2006 | Kitt Peak            | Spacewatch        |
| 262462           | 2006 UF138             | 19 d'octubre de 2006 | Kitt Peak            | Spacewatch        |
| 262463           | 2006 UU139             | 19 d'octubre de 2006 | Mount Lemmon         | Mt. Lemmon Survey |
| 262464           | 2006 UF141             | 19 d'octubre de 2006 | Mount Lemmon         | Mt. Lemmon Survey |
| 262465           | 2006 UR145             | 20 d'octubre de 2006 | Kitt Peak            | Spacewatch        |
| 262466           | 2006 UL146             | 20 d'octubre de 2006 | Kitt Peak            | Spacewatch        |
| 262467           | 2006 UR149             | 20 d'octubre de 2006 | Mount Lemmon         | Mt. Lemmon Survey |
| 262468           | 2006 UO151             | 20 d'octubre de 2006 | Catalina             | CSS               |
| 262469           | 2006 UT152             | 21 d'octubre de 2006 | Kitt Peak            | Spacewatch        |
| 262470           | 2006 UQ153             | 21 d'octubre de 2006 | Kitt Peak            | Spacewatch        |
| 262471           | 2006 UC158             | 21 d'octubre de 2006 | Mount Lemmon         | Mt. Lemmon Survey |
| 262472           | 2006 UG158             | 21 d'octubre de 2006 | Mount Lemmon         | Mt. Lemmon Survey |
| 262473           | 2006 UH167             | 21 d'octubre de 2006 | Mount Lemmon         | Mt. Lemmon Survey |
| 262474           | 2006 UM173             | 22 d'octubre de 2006 | Mount Lemmon         | Mt. Lemmon Survey |
| 262475           | 2006 UJ175             | 16 d'octubre de 2006 | Catalina             | CSS               |
| 262476           | 2006 UM175             | 16 d'octubre de 2006 | Catalina             | CSS               |
| 262477           | 2006 UQ181             | 16 d'octubre de 2006 | Catalina             | CSS               |
| 262478           | 2006 UP182             | 16 d'octubre de 2006 | Catalina             | CSS               |
| 262479           | 2006 UQ182             | 16 d'octubre de 2006 | Catalina             | CSS               |
| 262480           | 2006 UV192             | 19 d'octubre de 2006 | Mount Lemmon         | Mt. Lemmon Survey |
| 262481           | 2006 UD194             | 20 d'octubre de 2006 | Kitt Peak            | Spacewatch        |
| 262482           | 2006 UN195             | 20 d'octubre de 2006 | Kitt Peak            | Spacewatch        |
| 262483           | 2006 UG196             | 20 d'octubre de 2006 | Kitt Peak            | Spacewatch        |
| 262484           | 2006 UV196             | 20 d'octubre de 2006 | Mount Lemmon         | Mt. Lemmon Survey |
| 262485           | 2006 UZ196             | 20 d'octubre de 2006 | Kitt Peak            | Spacewatch        |
| 262486           | 2006 UJ200             | 21 d'octubre de 2006 | Kitt Peak            | Spacewatch        |
| 262487           | 2006 US200             | 21 d'octubre de 2006 | Kitt Peak            | Spacewatch        |
| 262488           | 2006 UP202             | 22 d'octubre de 2006 | Catalina             | CSS               |
| 262489           | 2006 US203             | 22 d'octubre de 2006 | Palomar              | NEAT              |
| 262490           | 2006 UT207             | 23 d'octubre de 2006 | Kitt Peak            | Spacewatch        |
| 262491           | 2006 UV210             | 23 d'octubre de 2006 | Kitt Peak            | Spacewatch        |
| 262492           | 2006 UA212             | 23 d'octubre de 2006 | Kitt Peak            | Spacewatch        |
| 262493           | 2006 UY212             | 23 d'octubre de 2006 | Kitt Peak            | Spacewatch        |
| 262494           | 2006 UQ218             | 16 d'octubre de 2006 | Catalina             | CSS               |
| 262495           | 2006 UK226             | 20 d'octubre de 2006 | Kitt Peak            | Spacewatch        |
| 262496           | 2006 US226             | 20 d'octubre de 2006 | Kitt Peak            | Spacewatch        |
| 262497           | 2006 UA227             | 20 d'octubre de 2006 | Palomar              | NEAT              |
| 262498           | 2006 UM232             | 21 d'octubre de 2006 | Mount Lemmon         | Mt. Lemmon Survey |
| 262499           | 2006 UF236             | 23 d'octubre de 2006 | Kitt Peak            | Spacewatch        |
| 262500           | 2006 UF240             | 23 d'octubre de 2006 | Kitt Peak            | Spacewatch        |

## 262501-262600
| Nom            | Designació provisional | Data de descobriment   | Lloc de descobriment | Descobridor/s       |
| -------------- | ---------------------- | ---------------------- | -------------------- | ------------------- |
| 262501         | 2006 UB241             | 23 d'octubre de 2006   | Mount Lemmon         | Mt. Lemmon Survey   |
| 262502         | 2006 UM255             | 27 d'octubre de 2006   | Mount Lemmon         | Mt. Lemmon Survey   |
| 262503         | 2006 UR256             | 28 d'octubre de 2006   | Kitt Peak            | Spacewatch          |
| 262504         | 2006 UN257             | 28 d'octubre de 2006   | Mount Lemmon         | Mt. Lemmon Survey   |
| 262505         | 2006 UY257             | 28 d'octubre de 2006   | Mount Lemmon         | Mt. Lemmon Survey   |
| 262506         | 2006 UF259             | 28 d'octubre de 2006   | Mount Lemmon         | Mt. Lemmon Survey   |
| 262507         | 2006 UU263             | 27 d'octubre de 2006   | Kitt Peak            | Spacewatch          |
| 262508         | 2006 UQ264             | 27 d'octubre de 2006   | Kitt Peak            | Spacewatch          |
| 262509         | 2006 UR264             | 27 d'octubre de 2006   | Mount Lemmon         | Mt. Lemmon Survey   |
| 262510         | 2006 UD267             | 27 d'octubre de 2006   | Catalina             | CSS                 |
| 262511         | 2006 UZ268             | 27 d'octubre de 2006   | Mount Lemmon         | Mt. Lemmon Survey   |
| 262512         | 2006 UP269             | 27 d'octubre de 2006   | Kitt Peak            | Spacewatch          |
| 262513         | 2006 UJ271             | 27 d'octubre de 2006   | Kitt Peak            | Spacewatch          |
| 262514         | 2006 US272             | 27 d'octubre de 2006   | Kitt Peak            | Spacewatch          |
| 262515         | 2006 UG276             | 28 d'octubre de 2006   | Mount Lemmon         | Mt. Lemmon Survey   |
| 262516         | 2006 UR277             | 28 d'octubre de 2006   | Kitt Peak            | Spacewatch          |
| 262517         | 2006 UH279             | 28 d'octubre de 2006   | Mount Lemmon         | Mt. Lemmon Survey   |
| 262518         | 2006 UN279             | 28 d'octubre de 2006   | Mount Lemmon         | Mt. Lemmon Survey   |
| 262519         | 2006 UN281             | 28 d'octubre de 2006   | Mount Lemmon         | Mt. Lemmon Survey   |
| 262520         | 2006 UR281             | 28 d'octubre de 2006   | Mount Lemmon         | Mt. Lemmon Survey   |
| 262521         | 2006 UD284             | 28 d'octubre de 2006   | Kitt Peak            | Spacewatch          |
| 262522         | 2006 UJ284             | 28 d'octubre de 2006   | Kitt Peak            | Spacewatch          |
| 262523         | 2006 UJ289             | 31 d'octubre de 2006   | Kitt Peak            | Spacewatch          |
| 262524         | 2006 UU290             | 19 d'octubre de 2006   | Kitt Peak            | Spacewatch          |
| 262525         | 2006 UV312             | 19 d'octubre de 2006   | Kitt Peak            | M. W. Buie          |
| 262526         | 2006 UD321             | 19 d'octubre de 2006   | Kitt Peak            | M. W. Buie          |
| 262527         | 2006 UN327             | 31 d'octubre de 2006   | Mount Lemmon         | Mt. Lemmon Survey   |
| 262528         | 2006 UK328             | 17 d'octubre de 2006   | Mount Lemmon         | Mt. Lemmon Survey   |
| 262529         | 2006 UJ329             | 23 d'octubre de 2006   | Palomar              | NEAT                |
| 262530         | 2006 UT329             | 29 d'octubre de 2006   | Catalina             | CSS                 |
| 262531         | 2006 UV329             | 30 d'octubre de 2006   | Catalina             | CSS                 |
| 262532         | 2006 UK331             | 17 d'octubre de 2006   | Mount Lemmon         | Mt. Lemmon Survey   |
| 262533         | 2006 UC338             | 23 d'octubre de 2006   | Mount Lemmon         | Mt. Lemmon Survey   |
| 262534         | 2006 UF338             | 27 d'octubre de 2006   | Mount Lemmon         | Mt. Lemmon Survey   |
| 262535         | 2006 UK340             | 19 d'octubre de 2006   | Mount Lemmon         | Mt. Lemmon Survey   |
| 262536 Nowikow | 2006 UJ349             | 26 d'octubre de 2006   | Mauna Kea            | P. A. Wiegert       |
| 262537         | 2006 UG357             | 21 d'octubre de 2006   | Kitt Peak            | Spacewatch          |
| 262538         | 2006 VF                | 1 de novembre de 2006  | 7300                 | W. K. Y. Yeung      |
| 262539         | 2006 VA4               | 9 de novembre de 2006  | Kitt Peak            | Spacewatch          |
| 262540         | 2006 VF6               | 10 de novembre de 2006 | Kitt Peak            | Spacewatch          |
| 262541         | 2006 VR6               | 10 de novembre de 2006 | Kitt Peak            | Spacewatch          |
| 262542         | 2006 VU6               | 10 de novembre de 2006 | Kitt Peak            | Spacewatch          |
| 262543         | 2006 VJ8               | 11 de novembre de 2006 | Kitt Peak            | Spacewatch          |
| 262544         | 2006 VS8               | 11 de novembre de 2006 | Kitt Peak            | Spacewatch          |
| 262545         | 2006 VU8               | 11 de novembre de 2006 | Kitt Peak            | Spacewatch          |
| 262546         | 2006 VN9               | 11 de novembre de 2006 | Catalina             | CSS                 |
| 262547         | 2006 VP9               | 11 de novembre de 2006 | Catalina             | CSS                 |
| 262548         | 2006 VR9               | 11 de novembre de 2006 | Mount Lemmon         | Mt. Lemmon Survey   |
| 262549         | 2006 VW14              | 9 de novembre de 2006  | Kitt Peak            | Spacewatch          |
| 262550         | 2006 VF16              | 9 de novembre de 2006  | Kitt Peak            | Spacewatch          |
| 262551         | 2006 VZ17              | 9 de novembre de 2006  | Kitt Peak            | Spacewatch          |
| 262552         | 2006 VB18              | 9 de novembre de 2006  | Kitt Peak            | Spacewatch          |
| 262553         | 2006 VQ19              | 9 de novembre de 2006  | Kitt Peak            | Spacewatch          |
| 262554         | 2006 VR22              | 10 de novembre de 2006 | Kitt Peak            | Spacewatch          |
| 262555         | 2006 VL23              | 10 de novembre de 2006 | Kitt Peak            | Spacewatch          |
| 262556         | 2006 VL24              | 10 de novembre de 2006 | Kitt Peak            | Spacewatch          |
| 262557         | 2006 VT25              | 10 de novembre de 2006 | Kitt Peak            | Spacewatch          |
| 262558         | 2006 VP26              | 10 de novembre de 2006 | Kitt Peak            | Spacewatch          |
| 262559         | 2006 VZ26              | 10 de novembre de 2006 | Kitt Peak            | Spacewatch          |
| 262560         | 2006 VC27              | 10 de novembre de 2006 | Kitt Peak            | Spacewatch          |
| 262561         | 2006 VL28              | 10 de novembre de 2006 | Kitt Peak            | Spacewatch          |
| 262562         | 2006 VN28              | 10 de novembre de 2006 | Kitt Peak            | Spacewatch          |
| 262563         | 2006 VE29              | 10 de novembre de 2006 | Kitt Peak            | Spacewatch          |
| 262564         | 2006 VG30              | 10 de novembre de 2006 | Kitt Peak            | Spacewatch          |
| 262565         | 2006 VH30              | 10 de novembre de 2006 | Kitt Peak            | Spacewatch          |
| 262566         | 2006 VE31              | 10 de novembre de 2006 | Kitt Peak            | Spacewatch          |
| 262567         | 2006 VT33              | 11 de novembre de 2006 | Mount Lemmon         | Mt. Lemmon Survey   |
| 262568         | 2006 VS35              | 11 de novembre de 2006 | Mount Lemmon         | Mt. Lemmon Survey   |
| 262569         | 2006 VW41              | 12 de novembre de 2006 | Mount Lemmon         | Mt. Lemmon Survey   |
| 262570         | 2006 VJ43              | 13 de novembre de 2006 | Kitt Peak            | Spacewatch          |
| 262571         | 2006 VK43              | 13 de novembre de 2006 | Kitt Peak            | Spacewatch          |
| 262572         | 2006 VH49              | 10 de novembre de 2006 | Kitt Peak            | Spacewatch          |
| 262573         | 2006 VZ57              | 11 de novembre de 2006 | Kitt Peak            | Spacewatch          |
| 262574         | 2006 VH60              | 11 de novembre de 2006 | Kitt Peak            | Spacewatch          |
| 262575         | 2006 VS63              | 11 de novembre de 2006 | Kitt Peak            | Spacewatch          |
| 262576         | 2006 VQ64              | 11 de novembre de 2006 | Kitt Peak            | Spacewatch          |
| 262577         | 2006 VQ67              | 11 de novembre de 2006 | Kitt Peak            | Spacewatch          |
| 262578         | 2006 VW67              | 11 de novembre de 2006 | Kitt Peak            | Spacewatch          |
| 262579         | 2006 VH68              | 11 de novembre de 2006 | Kitt Peak            | Spacewatch          |
| 262580         | 2006 VQ71              | 11 de novembre de 2006 | Mount Lemmon         | Mt. Lemmon Survey   |
| 262581         | 2006 VU73              | 11 de novembre de 2006 | Kitt Peak            | Spacewatch          |
| 262582         | 2006 VB74              | 11 de novembre de 2006 | Mount Lemmon         | Mt. Lemmon Survey   |
| 262583         | 2006 VQ78              | 12 de novembre de 2006 | Mount Lemmon         | Mt. Lemmon Survey   |
| 262584         | 2006 VP81              | 12 de novembre de 2006 | Lulin                | H.-C. Lin, Q.-z. Ye |
| 262585         | 2006 VA83              | 13 de novembre de 2006 | Kitt Peak            | Spacewatch          |
| 262586         | 2006 VJ86              | 14 de novembre de 2006 | Socorro              | LINEAR              |
| 262587         | 2006 VD95              | 15 de novembre de 2006 | Ottmarsheim          | C. Rinner           |
| 262588         | 2006 VZ95              | 10 de novembre de 2006 | Kitt Peak            | Spacewatch          |
| 262589         | 2006 VL96              | 10 de novembre de 2006 | Kitt Peak            | Spacewatch          |
| 262590         | 2006 VH98              | 11 de novembre de 2006 | Kitt Peak            | Spacewatch          |
| 262591         | 2006 VX100             | 11 de novembre de 2006 | Catalina             | CSS                 |
| 262592         | 2006 VY100             | 11 de novembre de 2006 | Catalina             | CSS                 |
| 262593         | 2006 VK102             | 12 de novembre de 2006 | Mount Lemmon         | Mt. Lemmon Survey   |
| 262594         | 2006 VP104             | 13 de novembre de 2006 | Catalina             | CSS                 |
| 262595         | 2006 VK111             | 13 de novembre de 2006 | Kitt Peak            | Spacewatch          |
| 262596         | 2006 VL114             | 14 de novembre de 2006 | Mount Lemmon         | Mt. Lemmon Survey   |
| 262597         | 2006 VF116             | 14 de novembre de 2006 | Catalina             | CSS                 |
| 262598         | 2006 VH116             | 14 de novembre de 2006 | Socorro              | LINEAR              |
| 262599         | 2006 VC118             | 14 de novembre de 2006 | Kitt Peak            | Spacewatch          |
| 262600         | 2006 VV120             | 14 de novembre de 2006 | Kitt Peak            | Spacewatch          |

## 262601-262700
| Nom    | Designació provisional | Data de descobriment   | Lloc de descobriment | Descobridor/s        |
| ------ | ---------------------- | ---------------------- | -------------------- | -------------------- |
| 262601 | 2006 VZ120             | 14 de novembre de 2006 | Kitt Peak            | Spacewatch           |
| 262602 | 2006 VH121             | 14 de novembre de 2006 | Catalina             | CSS                  |
| 262603 | 2006 VU122             | 14 de novembre de 2006 | Kitt Peak            | Spacewatch           |
| 262604 | 2006 VP123             | 14 de novembre de 2006 | Kitt Peak            | Spacewatch           |
| 262605 | 2006 VP133             | 15 de novembre de 2006 | Socorro              | LINEAR               |
| 262606 | 2006 VF134             | 15 de novembre de 2006 | Mount Lemmon         | Mt. Lemmon Survey    |
| 262607 | 2006 VC137             | 15 de novembre de 2006 | Kitt Peak            | Spacewatch           |
| 262608 | 2006 VZ140             | 15 de novembre de 2006 | Kitt Peak            | Spacewatch           |
| 262609 | 2006 VD141             | 13 de novembre de 2006 | La Sagra             | La Sagra             |
| 262610 | 2006 VU144             | 15 de novembre de 2006 | Catalina             | CSS                  |
| 262611 | 2006 VX147             | 15 de novembre de 2006 | Catalina             | CSS                  |
| 262612 | 2006 VH148             | 15 de novembre de 2006 | Mount Lemmon         | Mt. Lemmon Survey    |
| 262613 | 2006 VW149             | 9 de novembre de 2006  | Palomar              | NEAT                 |
| 262614 | 2006 VD150             | 9 de novembre de 2006  | Palomar              | NEAT                 |
| 262615 | 2006 VE151             | 9 de novembre de 2006  | Palomar              | NEAT                 |
| 262616 | 2006 VR151             | 9 de novembre de 2006  | Palomar              | NEAT                 |
| 262617 | 2006 VT153             | 8 de novembre de 2006  | Palomar              | NEAT                 |
| 262618 | 2006 VO171             | 1 de novembre de 2006  | Kitt Peak            | Spacewatch           |
| 262619 | 2006 VN172             | 13 de novembre de 2006 | Mount Lemmon         | Mt. Lemmon Survey    |
| 262620 | 2006 WA2               | 18 de novembre de 2006 | 7300                 | W. K. Y. Yeung       |
| 262621 | 2006 WG2               | 16 de novembre de 2006 | Needville            | Needville            |
| 262622 | 2006 WU2               | 20 de novembre de 2006 | 7300                 | W. K. Y. Yeung       |
| 262623 | 2006 WY2               | 17 de novembre de 2006 | Siding Spring        | Siding Spring Survey |
| 262624 | 2006 WN4               | 19 de novembre de 2006 | Socorro              | LINEAR               |
| 262625 | 2006 WR8               | 16 de novembre de 2006 | Kitt Peak            | Spacewatch           |
| 262626 | 2006 WO14              | 16 de novembre de 2006 | Mount Lemmon         | Mt. Lemmon Survey    |
| 262627 | 2006 WF16              | 17 de novembre de 2006 | Kitt Peak            | Spacewatch           |
| 262628 | 2006 WE21              | 17 de novembre de 2006 | Mount Lemmon         | Mt. Lemmon Survey    |
| 262629 | 2006 WT22              | 17 de novembre de 2006 | Mount Lemmon         | Mt. Lemmon Survey    |
| 262630 | 2006 WX27              | 22 de novembre de 2006 | 7300                 | W. K. Y. Yeung       |
| 262631 | 2006 WM32              | 16 de novembre de 2006 | Kitt Peak            | Spacewatch           |
| 262632 | 2006 WN33              | 16 de novembre de 2006 | Kitt Peak            | Spacewatch           |
| 262633 | 2006 WU33              | 16 de novembre de 2006 | Kitt Peak            | Spacewatch           |
| 262634 | 2006 WF39              | 16 de novembre de 2006 | Kitt Peak            | Spacewatch           |
| 262635 | 2006 WG39              | 16 de novembre de 2006 | Kitt Peak            | Spacewatch           |
| 262636 | 2006 WT40              | 16 de novembre de 2006 | Kitt Peak            | Spacewatch           |
| 262637 | 2006 WT41              | 16 de novembre de 2006 | Mount Lemmon         | Mt. Lemmon Survey    |
| 262638 | 2006 WY41              | 16 de novembre de 2006 | Mount Lemmon         | Mt. Lemmon Survey    |
| 262639 | 2006 WA45              | 16 de novembre de 2006 | Catalina             | CSS                  |
| 262640 | 2006 WG48              | 16 de novembre de 2006 | Kitt Peak            | Spacewatch           |
| 262641 | 2006 WE49              | 16 de novembre de 2006 | Mount Lemmon         | Mt. Lemmon Survey    |
| 262642 | 2006 WT49              | 16 de novembre de 2006 | Kitt Peak            | Spacewatch           |
| 262643 | 2006 WS50              | 16 de novembre de 2006 | Kitt Peak            | Spacewatch           |
| 262644 | 2006 WK51              | 16 de novembre de 2006 | Mount Lemmon         | Mt. Lemmon Survey    |
| 262645 | 2006 WC52              | 16 de novembre de 2006 | Kitt Peak            | Spacewatch           |
| 262646 | 2006 WS53              | 16 de novembre de 2006 | Kitt Peak            | Spacewatch           |
| 262647 | 2006 WJ55              | 16 de novembre de 2006 | Kitt Peak            | Spacewatch           |
| 262648 | 2006 WE57              | 16 de novembre de 2006 | Kitt Peak            | Spacewatch           |
| 262649 | 2006 WY60              | 17 de novembre de 2006 | Mount Lemmon         | Mt. Lemmon Survey    |
| 262650 | 2006 WN61              | 17 de novembre de 2006 | Catalina             | CSS                  |
| 262651 | 2006 WL63              | 17 de novembre de 2006 | Mount Lemmon         | Mt. Lemmon Survey    |
| 262652 | 2006 WG69              | 17 de novembre de 2006 | Mount Lemmon         | Mt. Lemmon Survey    |
| 262653 | 2006 WM70              | 18 de novembre de 2006 | Kitt Peak            | Spacewatch           |
| 262654 | 2006 WT86              | 18 de novembre de 2006 | Socorro              | LINEAR               |
| 262655 | 2006 WL90              | 18 de novembre de 2006 | Mount Lemmon         | Mt. Lemmon Survey    |
| 262656 | 2006 WM90              | 18 de novembre de 2006 | Mount Lemmon         | Mt. Lemmon Survey    |
| 262657 | 2006 WO95              | 19 de novembre de 2006 | Kitt Peak            | Spacewatch           |
| 262658 | 2006 WL102             | 19 de novembre de 2006 | Kitt Peak            | Spacewatch           |
| 262659 | 2006 WB105             | 19 de novembre de 2006 | Kitt Peak            | Spacewatch           |
| 262660 | 2006 WH105             | 19 de novembre de 2006 | Kitt Peak            | Spacewatch           |
| 262661 | 2006 WJ105             | 19 de novembre de 2006 | Kitt Peak            | Spacewatch           |
| 262662 | 2006 WT108             | 19 de novembre de 2006 | Kitt Peak            | Spacewatch           |
| 262663 | 2006 WG109             | 19 de novembre de 2006 | Kitt Peak            | Spacewatch           |
| 262664 | 2006 WJ109             | 19 de novembre de 2006 | Kitt Peak            | Spacewatch           |
| 262665 | 2006 WK109             | 19 de novembre de 2006 | Kitt Peak            | Spacewatch           |
| 262666 | 2006 WA111             | 19 de novembre de 2006 | Kitt Peak            | Spacewatch           |
| 262667 | 2006 WB119             | 21 de novembre de 2006 | Mount Lemmon         | Mt. Lemmon Survey    |
| 262668 | 2006 WX120             | 21 de novembre de 2006 | Socorro              | LINEAR               |
| 262669 | 2006 WW122             | 21 de novembre de 2006 | Mount Lemmon         | Mt. Lemmon Survey    |
| 262670 | 2006 WH128             | 26 de novembre de 2006 | 7300                 | W. K. Y. Yeung       |
| 262671 | 2006 WZ136             | 19 de novembre de 2006 | Catalina             | CSS                  |
| 262672 | 2006 WD138             | 19 de novembre de 2006 | Catalina             | CSS                  |
| 262673 | 2006 WH141             | 20 de novembre de 2006 | Kitt Peak            | Spacewatch           |
| 262674 | 2006 WP144             | 20 de novembre de 2006 | Kitt Peak            | Spacewatch           |
| 262675 | 2006 WV146             | 20 de novembre de 2006 | Kitt Peak            | Spacewatch           |
| 262676 | 2006 WS147             | 20 de novembre de 2006 | Socorro              | LINEAR               |
| 262677 | 2006 WO150             | 20 de novembre de 2006 | Kitt Peak            | Spacewatch           |
| 262678 | 2006 WR153             | 21 de novembre de 2006 | Mount Lemmon         | Mt. Lemmon Survey    |
| 262679 | 2006 WD158             | 22 de novembre de 2006 | Socorro              | LINEAR               |
| 262680 | 2006 WL159             | 22 de novembre de 2006 | Mount Lemmon         | Mt. Lemmon Survey    |
| 262681 | 2006 WU159             | 22 de novembre de 2006 | Kitt Peak            | Spacewatch           |
| 262682 | 2006 WE160             | 22 de novembre de 2006 | Mount Lemmon         | Mt. Lemmon Survey    |
| 262683 | 2006 WQ165             | 23 de novembre de 2006 | Kitt Peak            | Spacewatch           |
| 262684 | 2006 WN166             | 23 de novembre de 2006 | Kitt Peak            | Spacewatch           |
| 262685 | 2006 WF169             | 23 de novembre de 2006 | Kitt Peak            | Spacewatch           |
| 262686 | 2006 WD170             | 23 de novembre de 2006 | Kitt Peak            | Spacewatch           |
| 262687 | 2006 WA173             | 23 de novembre de 2006 | Kitt Peak            | Spacewatch           |
| 262688 | 2006 WA177             | 23 de novembre de 2006 | Mount Lemmon         | Mt. Lemmon Survey    |
| 262689 | 2006 WX179             | 24 de novembre de 2006 | Mount Lemmon         | Mt. Lemmon Survey    |
| 262690 | 2006 WE185             | 27 de novembre de 2006 | Marly                | Observatoire Naef    |
| 262691 | 2006 WA186             | 17 de novembre de 2006 | Palomar              | NEAT                 |
| 262692 | 2006 WQ189             | 25 de novembre de 2006 | Mount Lemmon         | Mt. Lemmon Survey    |
| 262693 | 2006 WZ191             | 27 de novembre de 2006 | Kitt Peak            | Spacewatch           |
| 262694 | 2006 WN192             | 27 de novembre de 2006 | Kitt Peak            | Spacewatch           |
| 262695 | 2006 WP192             | 27 de novembre de 2006 | Kitt Peak            | Spacewatch           |
| 262696 | 2006 WL194             | 27 de novembre de 2006 | Kitt Peak            | Spacewatch           |
| 262697 | 2006 WS194             | 28 de novembre de 2006 | Kitt Peak            | Spacewatch           |
| 262698 | 2006 WY194             | 29 de novembre de 2006 | Socorro              | LINEAR               |
| 262699 | 2006 WP198             | 18 de novembre de 2006 | Kitt Peak            | Spacewatch           |
| 262700 | 2006 WX202             | 27 de novembre de 2006 | Mount Lemmon         | Mt. Lemmon Survey    |

## 262701-262800
| Nom    | Designació provisional | Data de descobriment   | Lloc de descobriment | Descobridor/s     |
| ------ | ---------------------- | ---------------------- | -------------------- | ----------------- |
| 262701 | 2006 WZ202             | 16 de novembre de 2006 | Kitt Peak            | Spacewatch        |
| 262702 | 2006 XS                | 10 de desembre de 2006 | Pla D'Arguines       | R. Ferrando       |
| 262703 | 2006 XL3               | 12 de desembre de 2006 | Marly                | P. Kocher         |
| 262704 | 2006 XG4               | 14 de desembre de 2006 | Wildberg             | R. Apitzsch       |
| 262705 | 2006 XH4               | 14 de desembre de 2006 | Vicques              | M. Ory            |
| 262706 | 2006 XS4               | 13 de desembre de 2006 | 7300                 | W. K. Y. Yeung    |
| 262707 | 2006 XE5               | 1 de desembre de 2006  | Mount Lemmon         | Mt. Lemmon Survey |
| 262708 | 2006 XO6               | 9 de desembre de 2006  | Palomar              | NEAT              |
| 262709 | 2006 XG7               | 9 de desembre de 2006  | Kitt Peak            | Spacewatch        |
| 262710 | 2006 XO7               | 9 de desembre de 2006  | Kitt Peak            | Spacewatch        |
| 262711 | 2006 XT7               | 9 de desembre de 2006  | Palomar              | NEAT              |
| 262712 | 2006 XH8               | 9 de desembre de 2006  | Kitt Peak            | Spacewatch        |
| 262713 | 2006 XD12              | 10 de desembre de 2006 | Kitt Peak            | Spacewatch        |
| 262714 | 2006 XQ14              | 10 de desembre de 2006 | Kitt Peak            | Spacewatch        |
| 262715 | 2006 XT17              | 10 de desembre de 2006 | Kitt Peak            | Spacewatch        |
| 262716 | 2006 XE18              | 10 de desembre de 2006 | Kitt Peak            | Spacewatch        |
| 262717 | 2006 XJ18              | 10 de desembre de 2006 | Kitt Peak            | Spacewatch        |
| 262718 | 2006 XS19              | 11 de desembre de 2006 | Kitt Peak            | Spacewatch        |
| 262719 | 2006 XE20              | 11 de desembre de 2006 | Kitt Peak            | Spacewatch        |
| 262720 | 2006 XV20              | 11 de desembre de 2006 | Catalina             | CSS               |
| 262721 | 2006 XA22              | 12 de desembre de 2006 | Kitt Peak            | Spacewatch        |
| 262722 | 2006 XL24              | 12 de desembre de 2006 | Kitt Peak            | Spacewatch        |
| 262723 | 2006 XM25              | 12 de desembre de 2006 | Mount Lemmon         | Mt. Lemmon Survey |
| 262724 | 2006 XQ28              | 13 de desembre de 2006 | Catalina             | CSS               |
| 262725 | 2006 XV28              | 13 de desembre de 2006 | Socorro              | LINEAR            |
| 262726 | 2006 XY28              | 13 de desembre de 2006 | Mount Lemmon         | Mt. Lemmon Survey |
| 262727 | 2006 XL32              | 9 de desembre de 2006  | Kitt Peak            | Spacewatch        |
| 262728 | 2006 XE33              | 11 de desembre de 2006 | Kitt Peak            | Spacewatch        |
| 262729 | 2006 XJ37              | 11 de desembre de 2006 | Kitt Peak            | Spacewatch        |
| 262730 | 2006 XV37              | 11 de desembre de 2006 | Kitt Peak            | Spacewatch        |
| 262731 | 2006 XX37              | 11 de desembre de 2006 | Kitt Peak            | Spacewatch        |
| 262732 | 2006 XP38              | 11 de desembre de 2006 | Kitt Peak            | Spacewatch        |
| 262733 | 2006 XA39              | 11 de desembre de 2006 | Kitt Peak            | Spacewatch        |
| 262734 | 2006 XN39              | 12 de desembre de 2006 | Kitt Peak            | Spacewatch        |
| 262735 | 2006 XW39              | 12 de desembre de 2006 | Kitt Peak            | Spacewatch        |
| 262736 | 2006 XA43              | 12 de desembre de 2006 | Mount Lemmon         | Mt. Lemmon Survey |
| 262737 | 2006 XE45              | 13 de desembre de 2006 | Kitt Peak            | Spacewatch        |
| 262738 | 2006 XN45              | 13 de desembre de 2006 | Kitt Peak            | Spacewatch        |
| 262739 | 2006 XU46              | 13 de desembre de 2006 | Catalina             | CSS               |
| 262740 | 2006 XH47              | 13 de desembre de 2006 | Socorro              | LINEAR            |
| 262741 | 2006 XA49              | 13 de desembre de 2006 | Mount Lemmon         | Mt. Lemmon Survey |
| 262742 | 2006 XE49              | 13 de desembre de 2006 | Mount Lemmon         | Mt. Lemmon Survey |
| 262743 | 2006 XT49              | 13 de desembre de 2006 | Mount Lemmon         | Mt. Lemmon Survey |
| 262744 | 2006 XA50              | 13 de desembre de 2006 | Mount Lemmon         | Mt. Lemmon Survey |
| 262745 | 2006 XB51              | 13 de desembre de 2006 | Mount Lemmon         | Mt. Lemmon Survey |
| 262746 | 2006 XJ51              | 13 de desembre de 2006 | Kitt Peak            | Spacewatch        |
| 262747 | 2006 XN51              | 14 de desembre de 2006 | Kitt Peak            | Spacewatch        |
| 262748 | 2006 XZ53              | 15 de desembre de 2006 | Socorro              | LINEAR            |
| 262749 | 2006 XU55              | 15 de desembre de 2006 | Mount Lemmon         | Mt. Lemmon Survey |
| 262750 | 2006 XX55              | 13 de desembre de 2006 | Mount Lemmon         | Mt. Lemmon Survey |
| 262751 | 2006 XA56              | 13 de desembre de 2006 | Mount Lemmon         | Mt. Lemmon Survey |
| 262752 | 2006 XD57              | 13 de desembre de 2006 | Mount Lemmon         | Mt. Lemmon Survey |
| 262753 | 2006 XO57              | 14 de desembre de 2006 | Mount Lemmon         | Mt. Lemmon Survey |
| 262754 | 2006 XW57              | 14 de desembre de 2006 | Socorro              | LINEAR            |
| 262755 | 2006 XN58              | 14 de desembre de 2006 | Kitt Peak            | Spacewatch        |
| 262756 | 2006 XE60              | 14 de desembre de 2006 | Kitt Peak            | Spacewatch        |
| 262757 | 2006 XN60              | 14 de desembre de 2006 | Kitt Peak            | Spacewatch        |
| 262758 | 2006 XZ60              | 15 de desembre de 2006 | Socorro              | LINEAR            |
| 262759 | 2006 XD61              | 15 de desembre de 2006 | Mount Lemmon         | Mt. Lemmon Survey |
| 262760 | 2006 XE62              | 15 de desembre de 2006 | Kitt Peak            | Spacewatch        |
| 262761 | 2006 XO64              | 12 de desembre de 2006 | Palomar              | NEAT              |
| 262762 | 2006 XP64              | 12 de desembre de 2006 | Palomar              | NEAT              |
| 262763 | 2006 XH66              | 13 de desembre de 2006 | Catalina             | CSS               |
| 262764 | 2006 XE69              | 13 de desembre de 2006 | Kitt Peak            | Spacewatch        |
| 262765 | 2006 XN69              | 15 de desembre de 2006 | Kitt Peak            | Spacewatch        |
| 262766 | 2006 XX69              | 11 de desembre de 2006 | Kitt Peak            | Spacewatch        |
| 262767 | 2006 XY72              | 15 de desembre de 2006 | Kitt Peak            | Spacewatch        |
| 262768 | 2006 YC1               | 16 de desembre de 2006 | Kitt Peak            | Spacewatch        |
| 262769 | 2006 YS4               | 16 de desembre de 2006 | Mount Lemmon         | Mt. Lemmon Survey |
| 262770 | 2006 YT4               | 16 de desembre de 2006 | Mount Lemmon         | Mt. Lemmon Survey |
| 262771 | 2006 YY5               | 17 de desembre de 2006 | Mount Lemmon         | Mt. Lemmon Survey |
| 262772 | 2006 YH7               | 20 de desembre de 2006 | Palomar              | NEAT              |
| 262773 | 2006 YR7               | 20 de desembre de 2006 | Palomar              | NEAT              |
| 262774 | 2006 YZ7               | 20 de desembre de 2006 | Palomar              | NEAT              |
| 262775 | 2006 YR8               | 20 de desembre de 2006 | Mount Lemmon         | Mt. Lemmon Survey |
| 262776 | 2006 YA12              | 22 de desembre de 2006 | Gnosca               | S. Sposetti       |
| 262777 | 2006 YR12              | 23 de desembre de 2006 | Gnosca               | S. Sposetti       |
| 262778 | 2006 YZ12              | 25 de desembre de 2006 | Gnosca               | S. Sposetti       |
| 262779 | 2006 YM13              | 18 de desembre de 2006 | Socorro              | LINEAR            |
| 262780 | 2006 YO13              | 23 de desembre de 2006 | Catalina             | CSS               |
| 262781 | 2006 YN14              | 25 de desembre de 2006 | Vail-Jarnac          | Jarnac            |
| 262782 | 2006 YF18              | 22 de desembre de 2006 | Socorro              | LINEAR            |
| 262783 | 2006 YL18              | 23 de desembre de 2006 | Mount Lemmon         | Mt. Lemmon Survey |
| 262784 | 2006 YS19              | 24 de desembre de 2006 | Kitt Peak            | Spacewatch        |
| 262785 | 2006 YD20              | 20 de desembre de 2006 | Mount Lemmon         | Mt. Lemmon Survey |
| 262786 | 2006 YO23              | 21 de desembre de 2006 | Kitt Peak            | Spacewatch        |
| 262787 | 2006 YJ25              | 21 de desembre de 2006 | Kitt Peak            | Spacewatch        |
| 262788 | 2006 YN29              | 21 de desembre de 2006 | Kitt Peak            | Spacewatch        |
| 262789 | 2006 YG34              | 21 de desembre de 2006 | Kitt Peak            | Spacewatch        |
| 262790 | 2006 YK34              | 21 de desembre de 2006 | Kitt Peak            | Spacewatch        |
| 262791 | 2006 YB37              | 21 de desembre de 2006 | Kitt Peak            | Spacewatch        |
| 262792 | 2006 YF38              | 21 de desembre de 2006 | Kitt Peak            | Spacewatch        |
| 262793 | 2006 YC39              | 21 de desembre de 2006 | Kitt Peak            | Spacewatch        |
| 262794 | 2006 YK42              | 22 de desembre de 2006 | Socorro              | LINEAR            |
| 262795 | 2006 YE43              | 24 de desembre de 2006 | Mount Lemmon         | Mt. Lemmon Survey |
| 262796 | 2006 YS46              | 21 de desembre de 2006 | Mount Lemmon         | Mt. Lemmon Survey |
| 262797 | 2006 YJ47              | 22 de desembre de 2006 | Socorro              | LINEAR            |
| 262798 | 2006 YY48              | 22 de desembre de 2006 | Socorro              | LINEAR            |
| 262799 | 2006 YD50              | 21 de desembre de 2006 | Kitt Peak            | M. W. Buie        |
| 262800 | 2006 YK50              | 21 de desembre de 2006 | Kitt Peak            | M. W. Buie        |

## 262801-262900
| Nom               | Designació provisional | Data de descobriment   | Lloc de descobriment | Descobridor/s       |
| ----------------- | ---------------------- | ---------------------- | -------------------- | ------------------- |
| 262801            | 2006 YP52              | 16 de desembre de 2006 | Kitt Peak            | Spacewatch          |
| 262802            | 2006 YU53              | 27 de desembre de 2006 | Mount Lemmon         | Mt. Lemmon Survey   |
| 262803            | 2006 YZ53              | 27 de desembre de 2006 | Mount Lemmon         | Mt. Lemmon Survey   |
| 262804            | 2006 YE54              | 24 de desembre de 2006 | Kitt Peak            | Spacewatch          |
| 262805            | 2006 YS54              | 27 de desembre de 2006 | Mount Lemmon         | Mt. Lemmon Survey   |
| 262806            | 2006 YX54              | 27 de desembre de 2006 | Mount Lemmon         | Mt. Lemmon Survey   |
| 262807            | 2007 AU                | 8 de gener de 2007     | Mount Lemmon         | Mt. Lemmon Survey   |
| 262808            | 2007 AW                | 8 de gener de 2007     | Mount Lemmon         | Mt. Lemmon Survey   |
| 262809            | 2007 AA5               | 8 de gener de 2007     | Mount Lemmon         | Mt. Lemmon Survey   |
| 262810            | 2007 AR5               | 8 de gener de 2007     | Mount Lemmon         | Mt. Lemmon Survey   |
| 262811            | 2007 AM7               | 9 de gener de 2007     | Mount Lemmon         | Mt. Lemmon Survey   |
| 262812            | 2007 AG8               | 10 de gener de 2007    | Nyukasa              | Nyukasa             |
| 262813            | 2007 AN8               | 10 de gener de 2007    | Nyukasa              | Nyukasa             |
| 262814            | 2007 AR9               | 8 de gener de 2007     | Kitt Peak            | Spacewatch          |
| 262815            | 2007 AA10              | 8 de gener de 2007     | Mount Lemmon         | Mt. Lemmon Survey   |
| 262816            | 2007 AM10              | 10 de gener de 2007    | Kitt Peak            | Spacewatch          |
| 262817            | 2007 AJ14              | 9 de gener de 2007     | Mount Lemmon         | Mt. Lemmon Survey   |
| 262818            | 2007 AQ16              | 13 de gener de 2007    | Socorro              | LINEAR              |
| 262819            | 2007 AQ17              | 15 de gener de 2007    | Anderson Mesa        | LONEOS              |
| 262820            | 2007 AG18              | 8 de gener de 2007     | Catalina             | CSS                 |
| 262821            | 2007 AH19              | 15 de gener de 2007    | Anderson Mesa        | LONEOS              |
| 262822            | 2007 AL19              | 15 de gener de 2007    | Catalina             | CSS                 |
| 262823            | 2007 AP19              | 15 de gener de 2007    | Anderson Mesa        | LONEOS              |
| 262824            | 2007 AB21              | 10 de gener de 2007    | Mount Lemmon         | Mt. Lemmon Survey   |
| 262825            | 2007 AD23              | 10 de gener de 2007    | Mount Lemmon         | Mt. Lemmon Survey   |
| 262826            | 2007 AM23              | 10 de gener de 2007    | Mount Lemmon         | Mt. Lemmon Survey   |
| 262827            | 2007 AN23              | 10 de gener de 2007    | Mount Lemmon         | Mt. Lemmon Survey   |
| 262828            | 2007 AN27              | 10 de gener de 2007    | Mount Lemmon         | Mt. Lemmon Survey   |
| 262829            | 2007 AO27              | 8 de gener de 2007     | Kitt Peak            | Spacewatch          |
| 262830            | 2007 AY28              | 10 de gener de 2007    | Mount Lemmon         | Mt. Lemmon Survey   |
| 262831            | 2007 AW29              | 10 de gener de 2007    | Mount Lemmon         | Mt. Lemmon Survey   |
| 262832            | 2007 BP                | 16 de gener de 2007    | Socorro              | LINEAR              |
| 262833            | 2007 BD1               | 16 de gener de 2007    | Catalina             | CSS                 |
| 262834            | 2007 BY1               | 16 de gener de 2007    | Mount Lemmon         | Mt. Lemmon Survey   |
| 262835            | 2007 BE2               | 16 de gener de 2007    | Catalina             | CSS                 |
| 262836            | 2007 BN3               | 16 de gener de 2007    | Socorro              | LINEAR              |
| 262837            | 2007 BP3               | 16 de gener de 2007    | Anderson Mesa        | LONEOS              |
| 262838            | 2007 BM4               | 16 de gener de 2007    | Catalina             | CSS                 |
| 262839            | 2007 BF5               | 17 de gener de 2007    | Palomar              | NEAT                |
| 262840            | 2007 BM5               | 17 de gener de 2007    | Catalina             | CSS                 |
| 262841            | 2007 BB6               | 17 de gener de 2007    | Palomar              | NEAT                |
| 262842            | 2007 BT6               | 17 de gener de 2007    | Palomar              | NEAT                |
| 262843            | 2007 BO8               | 16 de gener de 2007    | Catalina             | CSS                 |
| 262844            | 2007 BQ10              | 17 de gener de 2007    | Kitt Peak            | Spacewatch          |
| 262845            | 2007 BL12              | 17 de gener de 2007    | Kitt Peak            | Spacewatch          |
| 262846            | 2007 BX16              | 17 de gener de 2007    | Palomar              | NEAT                |
| 262847            | 2007 BR17              | 17 de gener de 2007    | Kitt Peak            | Spacewatch          |
| 262848            | 2007 BT17              | 17 de gener de 2007    | Palomar              | NEAT                |
| 262849            | 2007 BC19              | 18 de gener de 2007    | Palomar              | NEAT                |
| 262850            | 2007 BK19              | 21 de gener de 2007    | Socorro              | LINEAR              |
| 262851            | 2007 BT19              | 23 de gener de 2007    | Anderson Mesa        | LONEOS              |
| 262852            | 2007 BN20              | 23 de gener de 2007    | Anderson Mesa        | LONEOS              |
| 262853            | 2007 BF21              | 23 de gener de 2007    | Socorro              | LINEAR              |
| 262854            | 2007 BQ30              | 25 de gener de 2007    | Kitt Peak            | Spacewatch          |
| 262855            | 2007 BS31              | 23 de gener de 2007    | Socorro              | LINEAR              |
| 262856            | 2007 BP33              | 24 de gener de 2007    | Mount Lemmon         | Mt. Lemmon Survey   |
| 262857            | 2007 BV33              | 24 de gener de 2007    | Mount Lemmon         | Mt. Lemmon Survey   |
| 262858            | 2007 BR34              | 24 de gener de 2007    | Mount Lemmon         | Mt. Lemmon Survey   |
| 262859            | 2007 BG35              | 24 de gener de 2007    | Socorro              | LINEAR              |
| 262860            | 2007 BS36              | 24 de gener de 2007    | Socorro              | LINEAR              |
| 262861            | 2007 BG38              | 24 de gener de 2007    | Catalina             | CSS                 |
| 262862            | 2007 BS38              | 24 de gener de 2007    | Catalina             | CSS                 |
| 262863            | 2007 BY38              | 24 de gener de 2007    | Kitt Peak            | Spacewatch          |
| 262864            | 2007 BG39              | 24 de gener de 2007    | Mount Lemmon         | Mt. Lemmon Survey   |
| 262865            | 2007 BZ40              | 24 de gener de 2007    | Mount Lemmon         | Mt. Lemmon Survey   |
| 262866            | 2007 BD47              | 26 de gener de 2007    | Kitt Peak            | Spacewatch          |
| 262867            | 2007 BH48              | 26 de gener de 2007    | Kitt Peak            | Spacewatch          |
| 262868            | 2007 BS48              | 26 de gener de 2007    | Kitt Peak            | Spacewatch          |
| 262869            | 2007 BD49              | 26 de gener de 2007    | Kitt Peak            | Spacewatch          |
| 262870            | 2007 BM50              | 23 de gener de 2007    | Socorro              | LINEAR              |
| 262871            | 2007 BB51              | 24 de gener de 2007    | Kitt Peak            | Spacewatch          |
| 262872            | 2007 BJ58              | 24 de gener de 2007    | Catalina             | CSS                 |
| 262873            | 2007 BR58              | 24 de gener de 2007    | Catalina             | CSS                 |
| 262874            | 2007 BV58              | 24 de gener de 2007    | Catalina             | CSS                 |
| 262875            | 2007 BD62              | 27 de gener de 2007    | Mount Lemmon         | Mt. Lemmon Survey   |
| 262876 Davidlynch | 2007 BL73              | 21 de gener de 2007    | Nogales              | J.-C. Merlin        |
| 262877            | 2007 BM74              | 17 de gener de 2007    | Kitt Peak            | Spacewatch          |
| 262878            | 2007 BV74              | 27 de gener de 2007    | Mount Lemmon         | Mt. Lemmon Survey   |
| 262879            | 2007 BC75              | 27 de gener de 2007    | Kitt Peak            | Spacewatch          |
| 262880            | 2007 BT75              | 17 de gener de 2007    | Kitt Peak            | Spacewatch          |
| 262881            | 2007 BE78              | 28 de gener de 2007    | Mount Lemmon         | Mt. Lemmon Survey   |
| 262882            | 2007 BA80              | 24 de gener de 2007    | Catalina             | CSS                 |
| 262883            | 2007 CX1               | 6 de febrer de 2007    | Kitt Peak            | Spacewatch          |
| 262884            | 2007 CQ2               | 6 de febrer de 2007    | Kitt Peak            | Spacewatch          |
| 262885            | 2007 CM5               | 7 de febrer de 2007    | Catalina             | CSS                 |
| 262886            | 2007 CK7               | 6 de febrer de 2007    | Kitt Peak            | Spacewatch          |
| 262887            | 2007 CD10              | 6 de febrer de 2007    | Mount Lemmon         | Mt. Lemmon Survey   |
| 262888            | 2007 CG13              | 6 de febrer de 2007    | Lulin                | H.-C. Lin, Q.-z. Ye |
| 262889            | 2007 CW14              | 7 de febrer de 2007    | Mount Lemmon         | Mt. Lemmon Survey   |
| 262890            | 2007 CJ17              | 8 de febrer de 2007    | Mount Lemmon         | Mt. Lemmon Survey   |
| 262891            | 2007 CM17              | 8 de febrer de 2007    | Mount Lemmon         | Mt. Lemmon Survey   |
| 262892            | 2007 CA20              | 6 de febrer de 2007    | Palomar              | NEAT                |
| 262893            | 2007 CP20              | 6 de febrer de 2007    | Mount Lemmon         | Mt. Lemmon Survey   |
| 262894            | 2007 CU21              | 6 de febrer de 2007    | Palomar              | NEAT                |
| 262895            | 2007 CB23              | 6 de febrer de 2007    | Mount Lemmon         | Mt. Lemmon Survey   |
| 262896            | 2007 CH25              | 8 de febrer de 2007    | Kitt Peak            | Spacewatch          |
| 262897            | 2007 CA30              | 6 de febrer de 2007    | Mount Lemmon         | Mt. Lemmon Survey   |
| 262898            | 2007 CX33              | 6 de febrer de 2007    | Mount Lemmon         | Mt. Lemmon Survey   |
| 262899            | 2007 CF40              | 6 de febrer de 2007    | Mount Lemmon         | Mt. Lemmon Survey   |
| 262900            | 2007 CF42              | 7 de febrer de 2007    | Mount Lemmon         | Mt. Lemmon Survey   |

## 262901-263000
| Nom    | Designació provisional | Data de descobriment | Lloc de descobriment | Descobridor/s     |
| ------ | ---------------------- | -------------------- | -------------------- | ----------------- |
| 262901 | 2007 CV42              | 7 de febrer de 2007  | Mount Lemmon         | Mt. Lemmon Survey |
| 262902 | 2007 CQ44              | 8 de febrer de 2007  | Palomar              | NEAT              |
| 262903 | 2007 CC46              | 8 de febrer de 2007  | Palomar              | NEAT              |
| 262904 | 2007 CE46              | 8 de febrer de 2007  | Palomar              | NEAT              |
| 262905 | 2007 CS46              | 8 de febrer de 2007  | Palomar              | NEAT              |
| 262906 | 2007 CT46              | 8 de febrer de 2007  | Palomar              | NEAT              |
| 262907 | 2007 CV46              | 8 de febrer de 2007  | Palomar              | NEAT              |
| 262908 | 2007 CU50              | 13 de febrer de 2007 | Catalina             | CSS               |
| 262909 | 2007 CA51              | 11 de febrer de 2007 | Cordell-Lorenz       | D. T. Durig       |
| 262910 | 2007 CL51              | 15 de febrer de 2007 | Vicques              | M. Ory            |
| 262911 | 2007 CE52              | 9 de febrer de 2007  | Catalina             | CSS               |
| 262912 | 2007 CW52              | 13 de febrer de 2007 | Mount Lemmon         | Mt. Lemmon Survey |
| 262913 | 2007 CF53              | 13 de febrer de 2007 | Socorro              | LINEAR            |
| 262914 | 2007 CW54              | 15 de febrer de 2007 | Bergisch Gladbac     | W. Bickel         |
| 262915 | 2007 CZ54              | 10 de febrer de 2007 | Catalina             | CSS               |
| 262916 | 2007 CK58              | 9 de febrer de 2007  | Catalina             | CSS               |
| 262917 | 2007 CC61              | 13 de febrer de 2007 | Socorro              | LINEAR            |
| 262918 | 2007 CA62              | 10 de febrer de 2007 | Catalina             | CSS               |
| 262919 | 2007 CB64              | 15 de febrer de 2007 | Great Shefford       | P. Birtwhistle    |
| 262920 | 2007 CN64              | 8 de febrer de 2007  | Kitt Peak            | Spacewatch        |
| 262921 | 2007 CR64              | 10 de febrer de 2007 | Mount Lemmon         | Mt. Lemmon Survey |
| 262922 | 2007 CH65              | 13 de febrer de 2007 | Mount Lemmon         | Mt. Lemmon Survey |
| 262923 | 2007 DD2               | 16 de febrer de 2007 | Catalina             | CSS               |
| 262924 | 2007 DH4               | 16 de febrer de 2007 | Mount Lemmon         | Mt. Lemmon Survey |
| 262925 | 2007 DS4               | 17 de febrer de 2007 | Kitt Peak            | Spacewatch        |
| 262926 | 2007 DA7               | 16 de febrer de 2007 | Catalina             | CSS               |
| 262927 | 2007 DQ8               | 17 de febrer de 2007 | Kitt Peak            | Spacewatch        |
| 262928 | 2007 DQ9               | 17 de febrer de 2007 | Kitt Peak            | Spacewatch        |
| 262929 | 2007 DS9               | 17 de febrer de 2007 | Socorro              | LINEAR            |
| 262930 | 2007 DF12              | 16 de febrer de 2007 | Palomar              | NEAT              |
| 262931 | 2007 DM12              | 16 de febrer de 2007 | Catalina             | CSS               |
| 262932 | 2007 DB17              | 17 de febrer de 2007 | Kitt Peak            | Spacewatch        |
| 262933 | 2007 DY17              | 17 de febrer de 2007 | Kitt Peak            | Spacewatch        |
| 262934 | 2007 DO19              | 17 de febrer de 2007 | Kitt Peak            | Spacewatch        |
| 262935 | 2007 DW19              | 17 de febrer de 2007 | Kitt Peak            | Spacewatch        |
| 262936 | 2007 DJ21              | 17 de febrer de 2007 | Kitt Peak            | Spacewatch        |
| 262937 | 2007 DG25              | 17 de febrer de 2007 | Kitt Peak            | Spacewatch        |
| 262938 | 2007 DK27              | 17 de febrer de 2007 | Kitt Peak            | Spacewatch        |
| 262939 | 2007 DY28              | 17 de febrer de 2007 | Kitt Peak            | Spacewatch        |
| 262940 | 2007 DT30              | 17 de febrer de 2007 | Kitt Peak            | Spacewatch        |
| 262941 | 2007 DC31              | 17 de febrer de 2007 | Kitt Peak            | Spacewatch        |
| 262942 | 2007 DO32              | 17 de febrer de 2007 | Kitt Peak            | Spacewatch        |
| 262943 | 2007 DA33              | 17 de febrer de 2007 | Kitt Peak            | Spacewatch        |
| 262944 | 2007 DH37              | 17 de febrer de 2007 | Kitt Peak            | Spacewatch        |
| 262945 | 2007 DT41              | 16 de febrer de 2007 | Mount Lemmon         | Mt. Lemmon Survey |
| 262946 | 2007 DB43              | 17 de febrer de 2007 | Mount Lemmon         | Mt. Lemmon Survey |
| 262947 | 2007 DT45              | 21 de febrer de 2007 | Kitt Peak            | Spacewatch        |
| 262948 | 2007 DG48              | 21 de febrer de 2007 | Mount Lemmon         | Mt. Lemmon Survey |
| 262949 | 2007 DE51              | 17 de febrer de 2007 | Kitt Peak            | Spacewatch        |
| 262950 | 2007 DK52              | 19 de febrer de 2007 | Kitt Peak            | Spacewatch        |
| 262951 | 2007 DN58              | 21 de febrer de 2007 | Kitt Peak            | Spacewatch        |
| 262952 | 2007 DC60              | 23 de febrer de 2007 | Catalina             | CSS               |
| 262953 | 2007 DL75              | 21 de febrer de 2007 | Kitt Peak            | Spacewatch        |
| 262954 | 2007 DN75              | 21 de febrer de 2007 | Kitt Peak            | Spacewatch        |
| 262955 | 2007 DC76              | 21 de febrer de 2007 | Kitt Peak            | Spacewatch        |
| 262956 | 2007 DA77              | 22 de febrer de 2007 | Catalina             | CSS               |
| 262957 | 2007 DQ77              | 22 de febrer de 2007 | Kitt Peak            | Spacewatch        |
| 262958 | 2007 DC78              | 23 de febrer de 2007 | Catalina             | CSS               |
| 262959 | 2007 DN84              | 22 de febrer de 2007 | Calvin-Rehoboth      | Calvin College    |
| 262960 | 2007 DY88              | 23 de febrer de 2007 | Kitt Peak            | Spacewatch        |
| 262961 | 2007 DT90              | 23 de febrer de 2007 | Kitt Peak            | Spacewatch        |
| 262962 | 2007 DY91              | 23 de febrer de 2007 | Mount Lemmon         | Mt. Lemmon Survey |
| 262963 | 2007 DH95              | 23 de febrer de 2007 | Kitt Peak            | Spacewatch        |
| 262964 | 2007 DH96              | 23 de febrer de 2007 | Mount Lemmon         | Mt. Lemmon Survey |
| 262965 | 2007 DR99              | 25 de febrer de 2007 | Mount Lemmon         | Mt. Lemmon Survey |
| 262966 | 2007 DO101             | 26 de febrer de 2007 | Catalina             | CSS               |
| 262967 | 2007 DT105             | 17 de febrer de 2007 | Kitt Peak            | Spacewatch        |
| 262968 | 2007 DO115             | 21 de febrer de 2007 | Mount Lemmon         | Mt. Lemmon Survey |
| 262969 | 2007 DN116             | 16 de febrer de 2007 | Catalina             | CSS               |
| 262970 | 2007 EB1               | 6 de març de 2007    | Palomar              | NEAT              |
| 262971 | 2007 EH9               | 9 de març de 2007    | Mount Lemmon         | Mt. Lemmon Survey |
| 262972 | 2007 ER9               | 9 de març de 2007    | Vallemare Borbon     | V. S. Casulli     |
| 262973 | 2007 ET10              | 9 de març de 2007    | Kitt Peak            | Spacewatch        |
| 262974 | 2007 EK12              | 9 de març de 2007    | Palomar              | NEAT              |
| 262975 | 2007 EK14              | 9 de març de 2007    | Palomar              | NEAT              |
| 262976 | 2007 EV16              | 9 de març de 2007    | Kitt Peak            | Spacewatch        |
| 262977 | 2007 EX17              | 9 de març de 2007    | Mount Lemmon         | Mt. Lemmon Survey |
| 262978 | 2007 EN19              | 10 de març de 2007   | Mount Lemmon         | Mt. Lemmon Survey |
| 262979 | 2007 EL24              | 10 de març de 2007   | Mount Lemmon         | Mt. Lemmon Survey |
| 262980 | 2007 EE25              | 10 de març de 2007   | Mount Lemmon         | Mt. Lemmon Survey |
| 262981 | 2007 EJ30              | 9 de març de 2007    | Palomar              | NEAT              |
| 262982 | 2007 EG31              | 10 de març de 2007   | Kitt Peak            | Spacewatch        |
| 262983 | 2007 EK43              | 9 de març de 2007    | Kitt Peak            | Spacewatch        |
| 262984 | 2007 EX43              | 9 de març de 2007    | Kitt Peak            | Spacewatch        |
| 262985 | 2007 EG46              | 9 de març de 2007    | Mount Lemmon         | Mt. Lemmon Survey |
| 262986 | 2007 EC48              | 9 de març de 2007    | Kitt Peak            | Spacewatch        |
| 262987 | 2007 EA54              | 11 de març de 2007   | Kitt Peak            | Spacewatch        |
| 262988 | 2007 EJ62              | 10 de març de 2007   | Kitt Peak            | Spacewatch        |
| 262989 | 2007 ER70              | 10 de març de 2007   | Kitt Peak            | Spacewatch        |
| 262990 | 2007 EP80              | 11 de març de 2007   | Kitt Peak            | Spacewatch        |
| 262991 | 2007 EA83              | 12 de març de 2007   | Kitt Peak            | Spacewatch        |
| 262992 | 2007 EC90              | 9 de març de 2007    | Mount Lemmon         | Mt. Lemmon Survey |
| 262993 | 2007 EE90              | 9 de març de 2007    | Mount Lemmon         | Mt. Lemmon Survey |
| 262994 | 2007 EJ92              | 10 de març de 2007   | Kitt Peak            | Spacewatch        |
| 262995 | 2007 EP97              | 11 de març de 2007   | Kitt Peak            | Spacewatch        |
| 262996 | 2007 EU98              | 11 de març de 2007   | Kitt Peak            | Spacewatch        |
| 262997 | 2007 EK106             | 11 de març de 2007   | Kitt Peak            | Spacewatch        |
| 262998 | 2007 EW106             | 11 de març de 2007   | Anderson Mesa        | LONEOS            |
| 262999 | 2007 EP109             | 11 de març de 2007   | Kitt Peak            | Spacewatch        |
| 263000 | 2007 ET109             | 11 de març de 2007   | Kitt Peak            | Spacewatch        |